# Ніжин
Ні́жин (МФА: [ˈnʲiʒen] ( прослухати)) — місто в центрі України, районний центр Ніжинського району Чернігівської області. Вузол залізничних та автомобільних шляхів, друге за величиною місто обласного значення, що розміщене на берегах річки Остер за 80 км від обласного центру. Станом на 1 січня 2024 року чисельність населення становить понад 70 тис. осіб.

## Історія

### Київська Русь
На території сучасного міста виявлені сліди дуже давніх поселень. Археологічні розкопки виявили на території міста та в його околицях сліди поселень епохи бронзи, ранньої залізної доби та давніх слов'ян. Неодноразово знаходили скарби давньоримських монет перших століть н. е., ювелірні прикраси IV—V ст. та давньоруські срібники Х-ХІ ст. Археологічними розкопками, проведеними в 1989—1991 роках, у межах міста знайдено залишки двох давньоруських городищ (урочища «Замок» та «Городок») та численних сільських поселень Х-ХІІІ століть.
У «Повісті временних літ» під 1078 роком згадується «Нежатина нива», місце битви між руськими князями. Битва «у села» на Нежатиній ниві згадується також у «Слові о полку Ігоревім». Вважається, що перша назва Ніжина була «Нежатин» (від давньословянського чоловічого імені «Нежата»), а місцевість мала назву «Нежатина Нива». 1135 року «град Нежатин» згадується серед міст, спалених половцями.
У берестяній грамоті, що датована 1110–1137 роками ймовірно згадується назва міста, оскільки вона адресована "Ніженцю".
З 1147 року є згадка, що на цій місцевості було місто Уненіж («Коли ж почули інші городи, Уненіж, Біла Вежа, Бохмач, — що Всеволож узятий, то побігли до Чернігова…»). Уненіж у XII столітті був укріпленим пунктом Чернігівського князівства.
У жовтні 1239 року загін монгольського хана Мунке по дорозі на Чернігів знищив укріплення стародавнього Ніжина (під час археологічних розкопок знайдено сліди пожежі та монгольської зброї). Населення міста на тривалий час відійшло під захист Остерських та Смолянських боліт, про що свідчать рештки поселень XIII—XIV століть на західній околиці міста. Майже півтора століття в спустошених околицях міста кочували нікому не підлеглі ватаги бродників.

### Литовська доба
Перша письмова згадка про місто власне як Ніжин сягає 1385 року. У цей час Ніжин входив до складу Великого Князівства Литовського й мав назву Ніжинське городище. У цьому році Великий київський князь Володимир Ольгердович подарував місто та навколишні землі у володіння князю Юрію Івантичу Половцю-Рожиновському, нащадкові Володимира Мономаха та половецького хана Тугоркана.

### Московська доба
Внаслідок московсько-литовської війни (1500–1503) Ніжин у складі чернігово-сіверських земель відійшов до Московії.
З 1514 року використовується назва Ніжин. Гетьман Ружинський Остафій Іванович утворив Ніжинський козацький полк.

### Доба Речі Посполитої
У середині 1610-х років Ніжин потрапляє під владу Речі Посполитої й набуває статусу прикордонного міста. В 1618 р. за Деулінською угодою, згідно з якої вся Сіверська земля з Черніговом входить до польсько-литовської держави, Ніжин офіційно закріплюється за Річчю Посполитою і входить до складу Київського воєводства. Король Речі Посполитої Сигізмунд III Ваза почав зміцнювати основні міста, і на місці старого городища зведено нове місто і земляну цитадель.
26 березня 1625 року Ніжин отримав Магдебурзьке право, були закріплені міські земельні володіння й затверджено на магістратській печатці зображення Юрія Змієборця на коні, який списом вражає змія («Святой великомученикъ и Побѣдоносецъ Георгій на конѣ, у зброяхъ убранный, копіемъ змѣя поражающій») (його зображення згодом закріпилося й на гербі міста). Зображення св. Юрія Змієборця розміщувалося також на брамах Ніжинської фортеці, на будинку міського магістрату, міській печатці, на цехових прапорах та знаках (зокрема — гончарного цеху). Створюється орган міського самоврядування — магістрат на чолі з війтом. В документах 1-ї чверті XVII ст. йдеться про Ніжин-фортецю, що складалася з «Цитаделі» (або «Замку») та укріпленого «Старого міста». Фортеця мала глибокий рів, що заповнювався водою з Остра, високий земляний вал та дерев'яну стіну з 11 баштами.
Засновником міста і його першим війтом (1625-1635 рр.) був капітан (представник адміністратора Чернігово-Сіверщини королевича Владислава) Щасний Вишель. 4 квітня 1635р. "король дозволяє Щенсному Весселю, новгородському хорунжому, який відзначився в різних військових походах, особливо московському, відмовитися від своїх довічних прав на старосту міста Ніжина на користь Адама Казановського, старости тлумацького".
До 1648 року місто та Ніжинське староство належали польському магнату, коронному гетьману, командувачу військами Речі Посполитої Миколі Потоцькому і щороку сплачувало йому до 300 тис. злотих. Козаки та міщани Ніжина неодноразово повставали проти утисків феодалів Речі Посполитої. У 1632 р. вони відмовилися впустити до міста на зимові квартири два полки воєводи Муцарського і під керівництвом полковника І. Балиловця витримали тривалу військову облогу. У 1637 р. ніжинці підтримали повстання Я. Остряниці, постачали повсталим козакам гармати та харчові запаси. Гетьман М.Потоцький жорстоко придушив повстання, публічно стративши у Ніжині ватажків повсталих — козака Пирога та п'ятьох старшин. Уздовж доріг, що вели на Ніжин, були розставлені палі та шибениці з тілами закатованих.

### Козацька доба
У червні 1648 р. війська Богдана Хмельницького визволили Ніжин від шляхетського панування Речі Посполитої. У цей час сформували Ніжинський козацький полк (10 тис. козаків). Козаки Ніжинського полку в 1649 р. брали участь в поході на Кодак. У 1653 р. під командуванням Івана Золотаренка воювали на півночі Чернігівщини, а у 1654–1655 рр. брали участь у визволенні Білорусі від загарбників Речі Посполитої.
1654 р., Ніжин, як і вся територія Лівобережжя, був окупований Московським царством.
За переписом 1654 року, у Ніжині мешкали 11 600 осіб (у Києві тоді ж — 7 800 осіб).
З 1657 р. (після смерті Б.Хмельницького) і до початку 1670-х рр. (період Руїни) ніжинські козаки брали участь у повстаннях, керованих М.Пушкарем (1658) та І.Богуном (1659).
Під час Московсько-української війни 1658—1659 років під стінами міста 27 травня 1659 року відбулась битва між козацько-татарськими та московськими військами. Московити зазнали втрат та були змушені відмовитись від планів захоплення Ніжина. Згодом у Конотопській битві ніжинці в складі українських військ знову дали відсіч московським завойовникам, але вже 1663 року саме у Ніжині відбулася Чорна рада (описана в однойменному романі Пантелеймона Куліша).
У 1661 році на Ніжин напав король польський Ян Казимір разом з кримськими татарами, у 1667 — самі татари, але взяти місто не змогли, завдавши йому лише значних руйнувань. За даними «Переписних книг» 1660 року серед 26 ремісників ковальського цеху в місті налічувалось вісім «ратушних пушкарей». На відміну від інших ремісників, вони податком не обкладались.
З 1667 р., за Андрусівським перемир'ям, кордон Московського царства з королівською Польщею на 126 років навпіл розтяв Україну. У межах Чернігівщини кордон з Польщею проходив по Дніпру 197 верст, на ньому було 38 форпостів. Від Смоленська до турецьких володінь у Причорномор'ї кордон і прикордонні кріпості, у тому числі і Ніжинська, як і гарнізони міст, керувалися Київським генерал-губернатором. Невдоволені фактичною зрадою московського царя, який уклавши це перемир'я порушив зобов'язання захищати українські землі, цього ж року в Україні спалахнуло повстання, ініційоване гетьманом І. Брюховецьким. У Ніжині воно вилилося в облогу залоги московських стрільців під орудою воєводи І. Ржевського, що зачинилися в Ніжинському замку (де й розміщувалися до цього), відомого як Ніжинське антимосковське повстання. Облога тривала до літа 1668 р. й була невдалою — активні військові дії періодично спалахували й згасали, навесні стрільці дочекалися підмоги — облогу було знято, а місто спалене військами князя Ф. Ромодановського, а 10 сотень Ніжинського полку передано до Стародубського козацького полку (нині територія Росії).
Уже за наступних гетьманів І. Самойловича та І. Мазепи ніжинці разом із московськими стрільцями ходили на Крим (1687 і 1689 рр.), на Азов (1695–1696), билися зі шведами під час Північної війни (1700–1721), беруть участь у російсько-турецьких війнах XVIII ст., працюють на каторжних роботах будівництва Санкт-Петербурга та ритті каналів. 
У XVII-XVIII ст., завдяки розташування на торгівельних шляхах між Річчю Посполитою, Османською імперією, Московським царством, Ніжин стає багатонаціональним містом. Крім українців, тут жили московити, греки, болгари, євреї, турки, перси, німці, поляки.
Важливу роль у житті Ніжина відігравали греки. Богдан Хмельницький запросив їхніх купців до Ніжина і спеціальним універсалом 1657 року надав великих пільг у торгівлі, підтверджуваних потім усіма наступними гетьманами й царями. 1675 року грецькі купці заснували тут свою колонію.
Оселившись у Ніжині, греки розпочали інтенсивну торгівлю (суконними виробами, тканинами, золотом, сріблом). Не володіючи спершу українською мовою, вони мали власний магістрат, суд, церкву, школу. Статистичні дані свідчать, що найбільше греків було у 1746 р. — 1800 осіб (7 % населення міста). У 1696 р. було засноване Грецьке братство, яке у 1-й половині XVIII ст. реорганізували у грецьку купецьку громаду.
З 1675 р. Ніжин стає на ціле століття одним з найбільших торговельних центрів Лівоберіжжя. Найбільшими і найвідомішими тут були Троїцький, Покровський і Всеїдний (на Масляну) ярмарки, кожна з яких тривала по 2-3 тижня. На ніжинські ярмарки місцеві чумаки привозили сіль з Криму, тараню з Дону, а туди відвозили ніжинські огірки, по які й Потьомкін надсилав до Ніжина спеціальних гінців. Високо цінувалася майстерність ніжинських ковалів, зброярів, майстрів золотих справ, чоботарів, ткачів.
З 2-ї половини XVII ст. та в XVIII ст. Ніжин мав налагоджені зв'язки з ринками України, Росії, Молдавії, Криму, Німеччини, Австрії, Італії, Туреччини. О. Ф. Шафонський наприкінці XVIII сторіччя у своєму «Чернігівського намісництва топографічному описі» зазначав, що в Ніжин привозили з Москви й Сибіру хутра, шуби, мануфактуру, з Астрахані й Царицина — червону рибу й ікру, з Гданська — тонкі голландські, французькі, англійські сукна та шампанське вино, з Кенігсберга — атлас, оксамит, панчохи, батист, полотна, хустки, з Лейпцига — саксонську порцеляну й галантерею, з Туреччини — шовк, кумач, ладан, тютюн, сап'ян, мило, з Угорщини й Молдавії — вина, чорнослив, волоські горіхи тощо.
Річний обіг ніжинських ярмарків становив тоді близько 1 млн карбованців, що було дуже високим показником для тих часів. У 17 ст. місто займало переважне місце в торгівлі з Москвою і було одним із провідних центрів внутрішньої і зовнішньої торгівлі (1694 року Ніжин продав Москві товарів на суму 6970 крб., тоді як Київ — на 5102 крб.)
1780-ті роки — річний обсяг товарообігу трьох ніжинських ярмарків становив 1 млн. 800 тис. крб.
1704 — в Ніжині Іван Мазепа одержав гетьманські клейноди від короля Речі Посполитої.
1730 — Ніжинський полк, як адміністративна одиниця Гетьманщини отримує новий герб — щит, розділений на червоне і синє поле. У верхній, червоній частині зображено потиск двох рук — символ торгової угоди, а в нижній, синій — золотий жезл-кадуцей Меркурія, що засвідчувало торговельне значення Ніжина. Місто в цей час продовжує використовувати історичний герб із Юрієм Змієборцем.

### Імперська доба

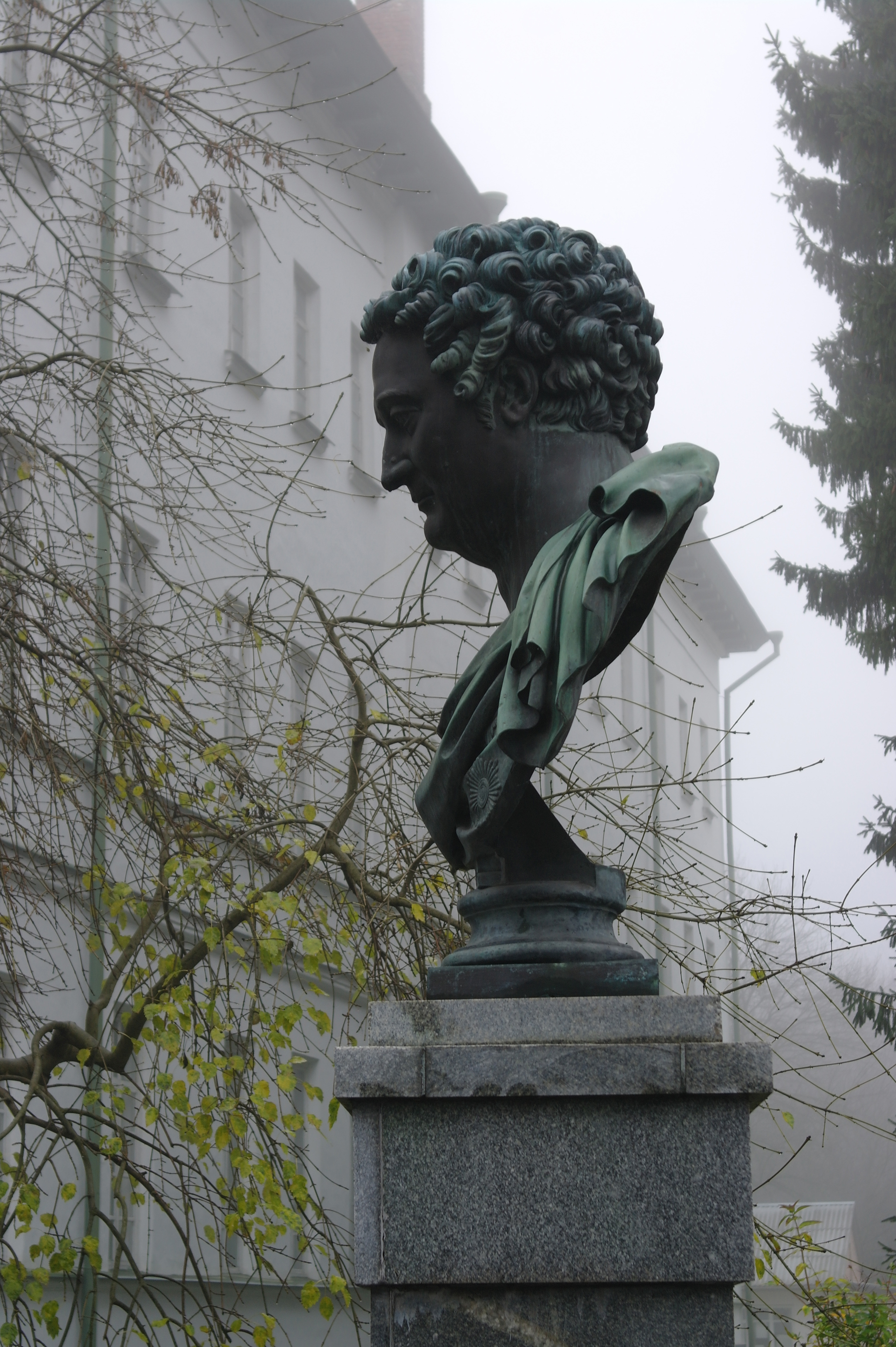
Ніжин, ліцей. Погруддя міністра Безбородька

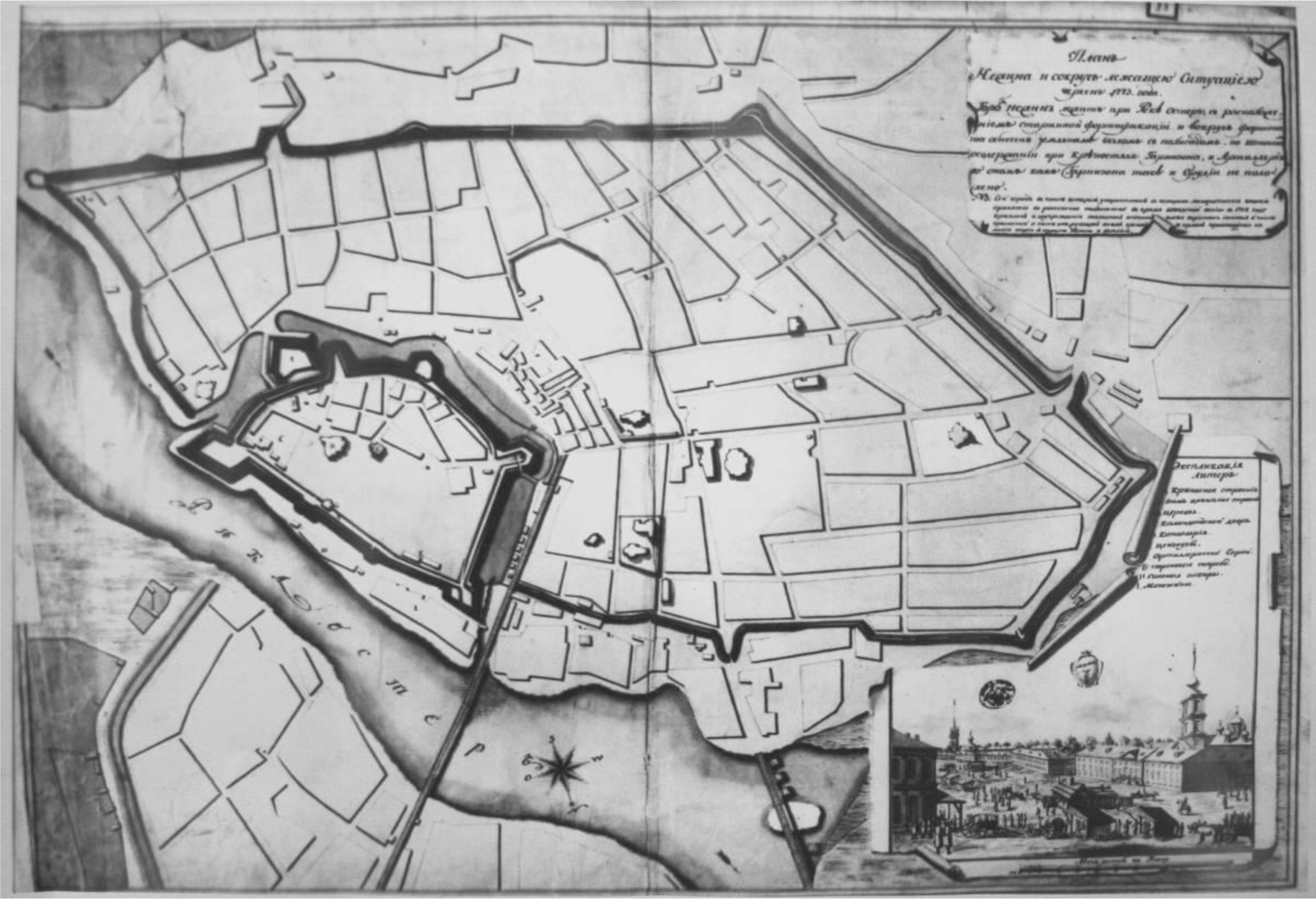
Мапа Ніжина 1773.

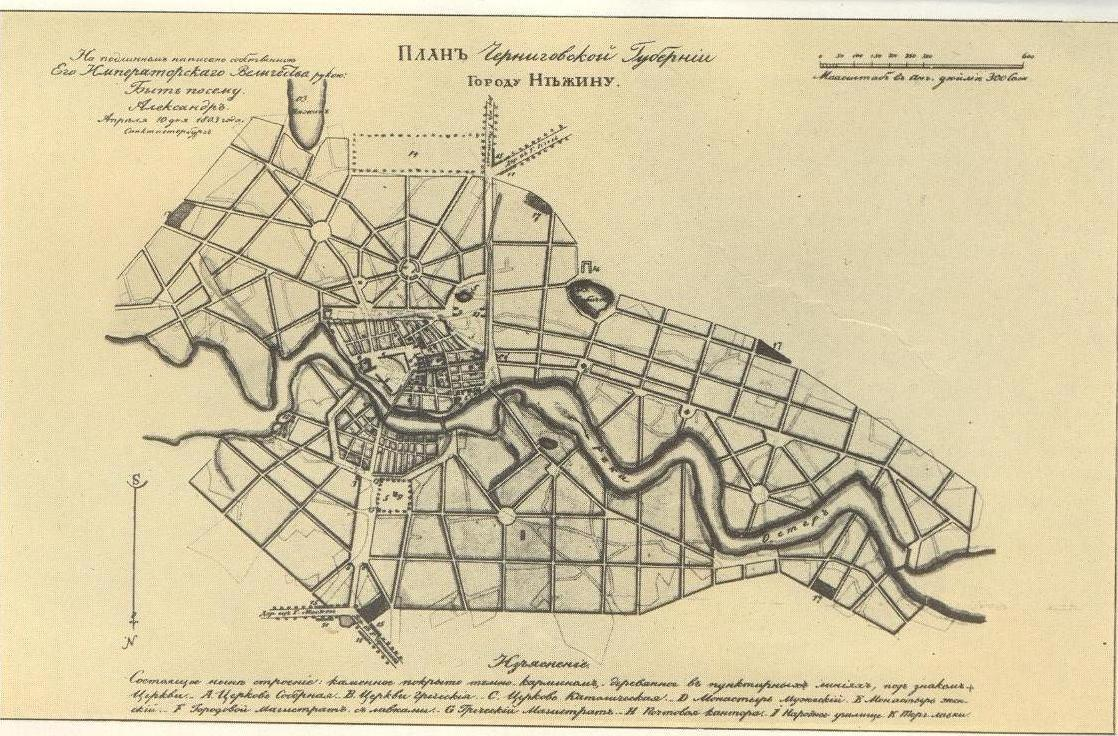
Мапа Ніжина 1803.

1782 — ліквідовано Ніжинський полк як адміністративно-територіальну одиницю. Ніжин позбувся статусу полкового міста. В цей час полковий герб стає міським, оскільки царському уряду було не до вподоби схожість герба провінційного міста із гербом столичної Москви.
1831 — Магдебурзьке право юридично скасоване указом Миколи І. Поступово Ніжин перетворюється на провінційне містечко Російської держави.
У 1-й половині XIX ст. Ніжин стає освітнім і науковим центром України. Початкова освіта у місті розвивалася ще до XVII ст. (першу школу відкрито 1687 року) — парафіяльні школи, школа грецького братства, мале народне та повітове училище давали перші знання ніжинцям.
1805 — у Ніжині заснували Гімназію вищих наук князя Безбородька, яка поклала початок вищій освіті в усій Лівобережній Україні. З часу її відкриття (1820) тут надавали широку гуманітарну освіту дітям дворян та духовенства. 1826 року при гімназії відкрили театр. Ніжинська гімназія була проміжною ланкою між університетом і губернськими гімназіями, проте славилася по всій Росії як привілейований навчальний заклад, що давав енциклопедичну вищу освіту й призначався для дітей небагатих дворян. У ній вивчали фізико-математичні, природничі й гуманітарні науки, логіку, основи філософії, народне звичаєве й державне, цивільне російське й римське право. Гімназія зробила вісім випусків. Серед студентів її були видатні представники російської та української культури — М. Гоголь, Є. Гребінка, В. Забіла, Л. Глібов, етнограф М. Сементовський, художник А. Мокрицький та ін. 1875 року навчальний заклад перейменовано на Історико-філологічний інститут імені князя Безбородька.

1852 — на околиці міста, на Магерках, знайдено знаменитий Ніжинський скарб старовинних монет. Це були 200 срібних монет, одна частина яких належить до епохи київського князя Володимира, а інша частина — до епохи Ярослава Мудрого. 28 монет було відправлено до Ермітажу, 31 — до нумізматичної колекції київського університету.
1862 — у спекотні дні сталось кілька жахливих пожеж, від яких згоріло більше 300 хат та загинуло кілька людей.
1869 — збудовано станцію Ніжин Києво-Курської залізниці.
1873 — в місті виявили найбільший в Україні скарб римських срібних динаріїв IV ст. (Пашковський скарб).
1881 року в місті відкрили перший у Російській імперії пам'ятник М. В. Гоголю.
1892 року, за часів головування П. Ф. Кушакевича у місті з'явилися перші телефони.
1897 року перепис населення засвідчив, що українською розмовляло 67.7 %.
1913 — відбулися демонстраційні польоти Сергія Уточкіна, які спостерігав маленький Сергій Корольов, та рекордний переліт Петра Нестерова Київ-Остер-Козелець-Ніжин-Київ.
1915 Почав діяти кінний трамвай (конка). Існував до середини 20-х років.

### Визвольні змагання першої третини XX ст.
В січні 1919 року в Ніжині розміщувався штаб Таращанського полку під командуванням В. Н. Боженка.
В період російської інтервенції 1918—1920 років Ніжин був дуже сильно зруйнований.
29 січня 1918 року на околиці Ніжина біля с. Крути відбувся бій між захисниками УНР — близько п'ятиста студентів та двадцять вчителів і старшин «Першої імені гетьмана Богдана Хмельницького Юнацької Військової школи» билися з російськими окупаційними військами під керівництвом Муравйова. 

### Радянська доба
Під час організованого радянською владою Голодомору 1932—1933 років померло щонайменше 487 жителів міста.
Восени 1941 р. в районі міста точилися важкі оборонні бої.
1941–1943 — у місті діяла підпільна організація під керівництвом сліпого адвоката Я. П. Батюка.
15 вересня 1943 — Ніжин визволили від німецьких окупантів.
- див. також Перелік населених пунктів, що постраждали від Голодомору 1932—1933 (Чернігівська область).

### Доба незалежності
З 1996 року у Ніжині відновили щорічний Покровський ярмарок, другий за масштабністю після Сорочинського.
17 серпня 2012 р. Ніжинська міська рада більшістю голосів визнала українську мову на території міської громади як єдину і державну, підтвердивши таким чином її статус та відмовившись від затвердження регіональної мови в межах мовного закону. «Ухвалення цього рішення унеможливить надання російській мові регіонального статусу», — прокоментував голосування депутат Максим Багрінцев, закликавши й інші міські ради області наслідувати ніжинський приклад.
Розглянувши звернення мешканців міста Ніжина та Народної ради м. Ніжина, 26 лютого 2014 міська рада вирішила перейменувати вулицю Леніна на вулицю Небесної сотні, аби вшанувати пам'ять полеглих демонстрантів Євромайдану.
У березні 2014 року, рішенням Міського Голови був створений Зведений Батальйон Територіальної Оборони міста Ніжин, який проіснував до 25 листопада 2014 року. Батальйон взяв участь в боях на території селища Піски, прикриваючи один із флангів оборони Донецького аеропорту.
У 2018 році, була відкрита Ніжинська стіна Героїв, на якій вшановано видатних осіб, пов'язаних з Ніжином.
16 грудня 2020 р. Верховна Рада прийняла постанову про розширення площі міста Ніжин на 725 га.

#### Російське вторгнення
Під час російського вторгнення в Україну зранку 1 березня 2022 року поблизу Ніжина тривали бої і було допущено просування російських військ в напрямку міста. Останні влучили в місцевий аеродром, загинуло 5 працівників ДСНС. Під час боїв поблизу Ніжина загинув ветеран АТО, громадський та церковний активіст Станіслав Прощенко.

## Населення

### Чисельність
| 1654   | 1782   | 1833   | 1840   | 1897   | 1926   | 1939   | 1959   | 1970   | 1979   | 1989   | 2001   | 2017   | 2020   | 2022   |
| ------ | ------ | ------ | ------ | ------ | ------ | ------ | ------ | ------ | ------ | ------ | ------ | ------ | ------ | ------ |
| 11 600 | 11 104 | 13 229 | 18 312 | 32 113 | 37 345 | 39 348 | 46 211 | 56 320 | 69 533 | 80 533 | 76 625 | 71 078 | 68 007 | 65 830 |

### Національний склад
Розподіл населення за національністю за даними перепису 2001 року:
| Національність  | Відсоток |
| --------------- | -------- |
| українці        | 90,23%   |
| росіяни         | 7,13%    |
| білоруси        | 0,39%    |
| роми            | 0,19%    |
| євреї           | 0,18%    |
| вірмени         | 0,12%    |
| інші/не вказали | 1,76%    |

### Мова
Розподіл населення за рідною мовою за даними перепису 2001 року:
| Мова            | Чисельність, осіб | Доля   |
| --------------- | ----------------- | ------ |
| Українська      | 68 101            | 89,54% |
| Російська       | 6 761             | 8,89%  |
| Ромська         | 86                | 0,11%  |
| Білоруська      | 76                | 0,10%  |
| Вірменська      | 65                | 0,09%  |
| Інші/Не вказали | 970               | 1,27%  |
| Разом           | 76 059            | 100%   |

## Економіка: промисловість, транспорт, торгівля й обслуговування

### Промисловість

Ніжинський консервний комбінат

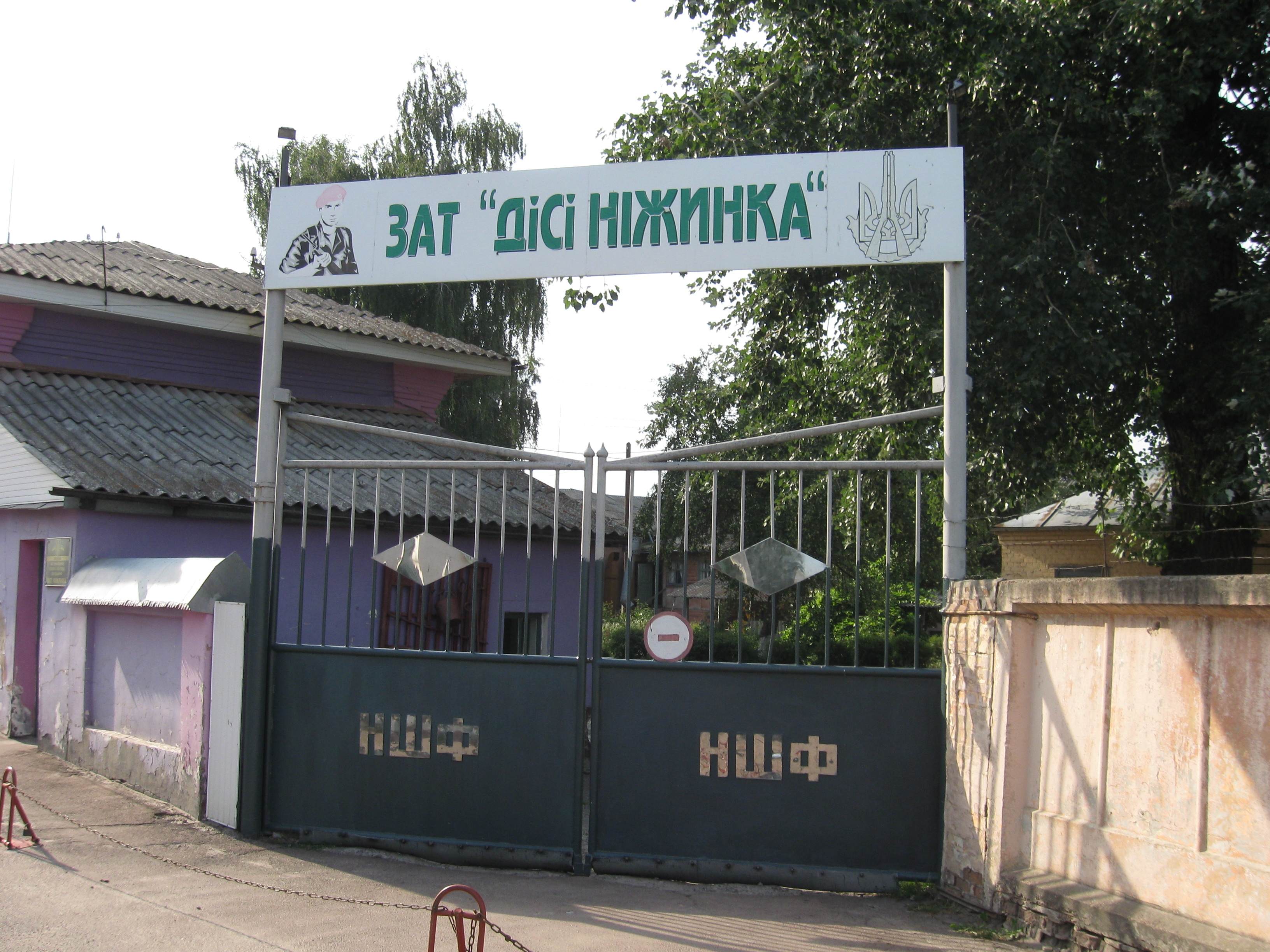
ЗАТ «ДіСі Ніжинка»

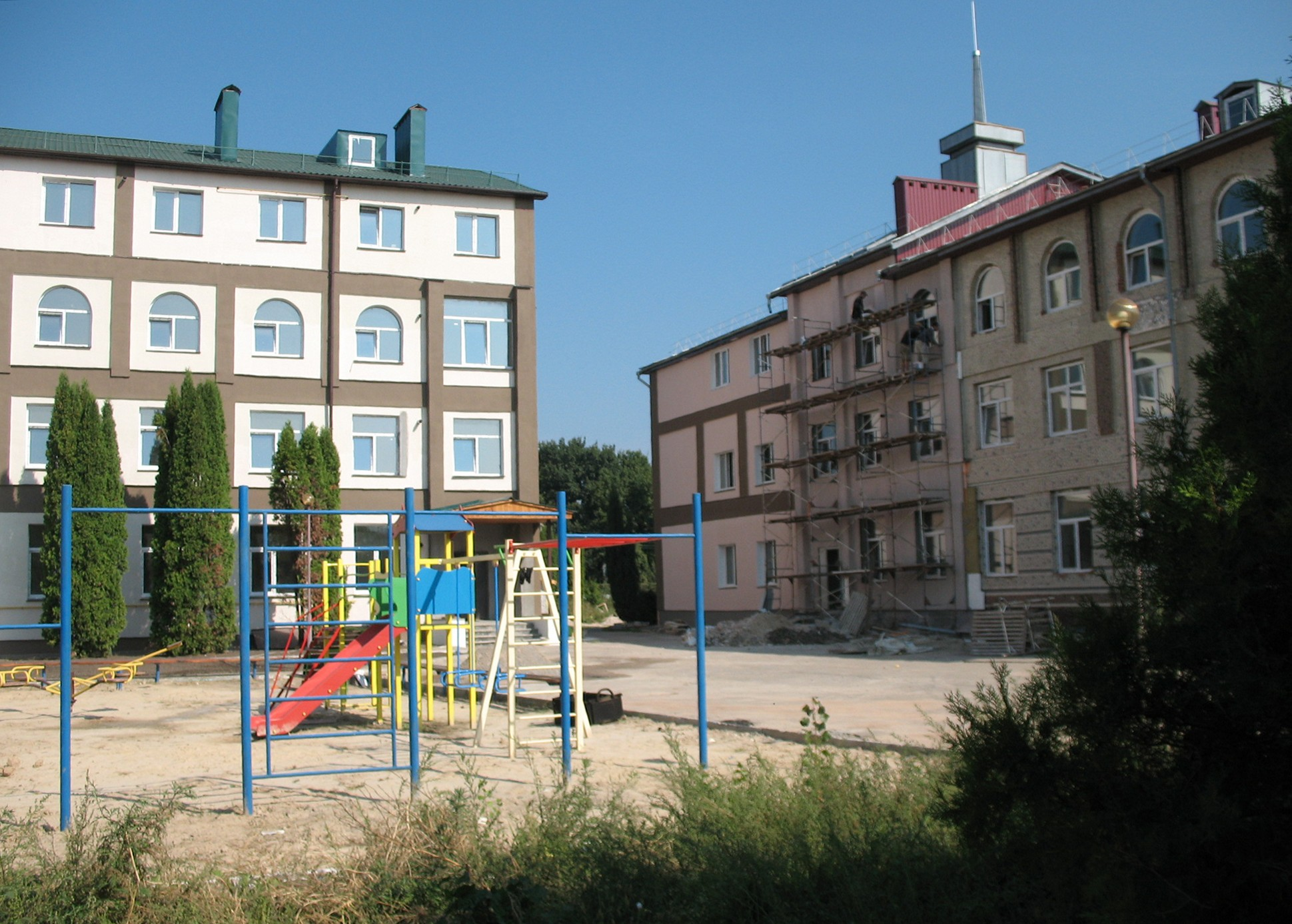
Колишні лабораторний та виробничий корпуси ТОВ «НЛСП», переоблаштовані у житлові будинки. Вул. Чернігівська 112-б. 2017 р.

Сучасний Ніжин — відомий промисловий центр. Тут працюють (або працювали ще буквально до недавнього часу) 16 підприємств і компаній восьми галузей промисловості:
- машинобудування:
- Науково-виробничий комплекс «Прогрес» — підприємство оборонно-промислового комплексу (ОПК) України, спеціалізується на розробці та виробництві складних оптичних, оптико-електронних і оптико-механічних приладів та гіроскопічних пристроїв, медичної техніки, теплових насосів, теплообмінних пристроїв, різних товарів народного споживання;
- ПП ВКФ «Техно-Т» — обладнання для переробки відходів спиртового, пивного, цукрового, рибного, тваринного, паливного виробництв;
  - ВАТ «Механічний завод» —виробництво обладнання для агропромислового комплексу;
  - ВАТ «Завод „Ніжинсільмаш“» — обладнання для птахівництва, мото-, вело-, автозапчастини, арматура для газо-, водогонів;
  - Ніжинське навчально-виробниче підприємство «УТОС» — кришки металеві для закатки, електровимикачі, електронні розетки, цвяхи, прищіпки, подовжувачі;
  - ТОВ "Інженерний Центр «Імпульс» — розробка та виробництво електронних приладів та систем, у тому числі металодетекторів стаціонарних та портативних, приладів для автоматизації у сільському господарстві, охоронних систем.
- харчова промисловість:
  - Ніжинський консервний комбінат — провідне підприємство в державі з виробництва овочевих консервів;
  - ПАТ «Ніжинський хліб» — виробництво хлібобулочних, кондитерських, макаронних виробів;
  - АТ «Ніжинський пивзавод» — виробництво пива, роботу підприємства зупинено влітку 2008 року;
  - ВАТ «Ніжинський жиркомбінат» — виробництво, продаж оліфи, лаків, лакофарбової продукції, олії, макухи;
  - ВАТ «Ніжинський м'ясокомбінат» — виробництво і реалізація ковбасних виробів та м'ясопродуктів лише з натуральної вітчизняної сировини. Станом на кінець 2013 року — не працює вже кілька років.
- медична промисловість:

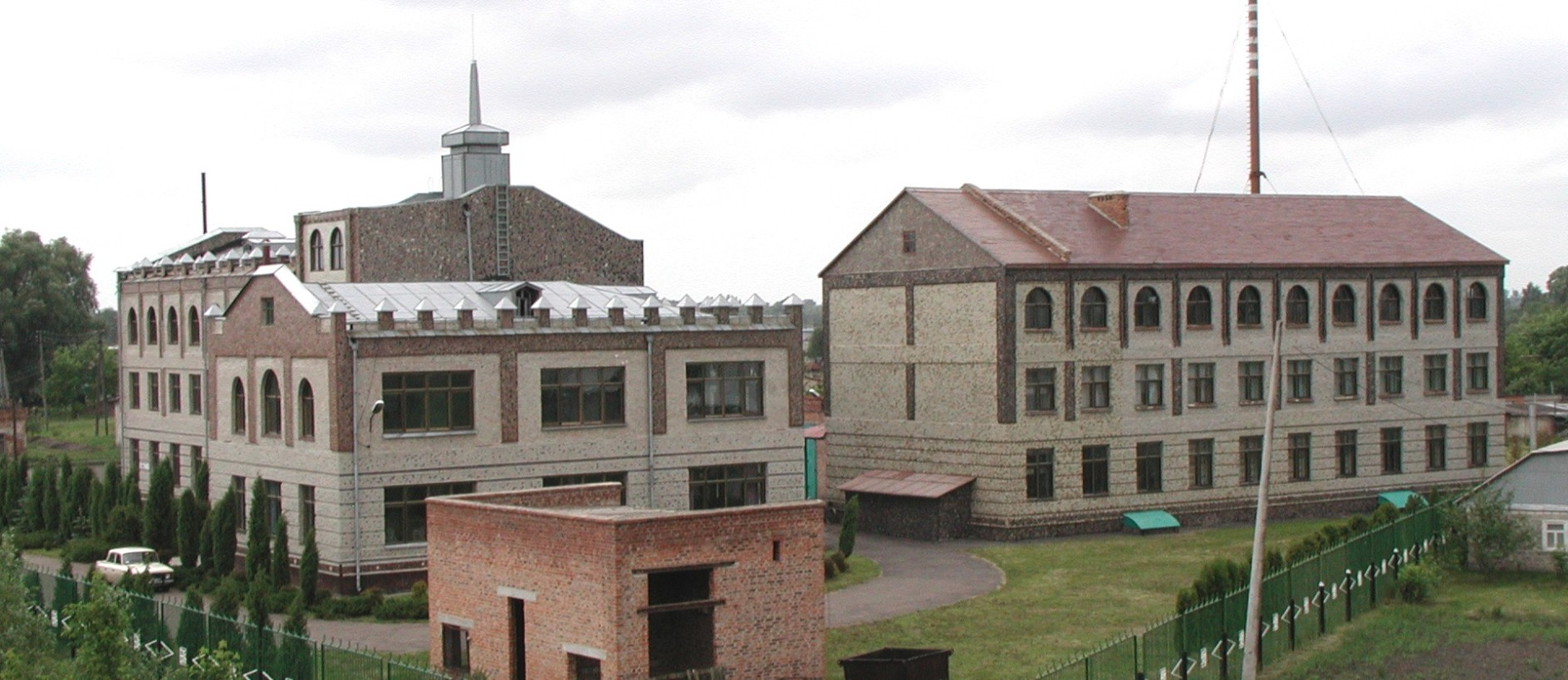
Лабораторний та виробничий корпуси ТОВ «НЛСП». Вул. Чернігівська 112-б. 1997 р.

  - Лабораторний та виробничий корпуси ТОВ «НЛСП». Вул. Чернігівська 112-б. 1997 р.ТОВ «Ніжинські лабораторії скануючих пристроїв» — виробництво лазерної медичної апаратури, оптичних та електронних навчальних приладів, гумотехнічних виробів;
  - ТОВ Науково-Виробниче Підприємство «Метекол» — розробка та виробництво електронної, механічної техніки, програмного забезпечення для медицини та навчання (електрокардіограф/реограф/спірограф, дефібрилятор-біфазик, тренажер машиніста метрополітену, тренажер водія транспортного засобу з імітацією фізичних навантажень, спеціальні ліжка для постраждалих від опіків високої ступені, апарати для психологічного тестування тощо).
- Колишні лабораторний та виробничий корпуси ТОВ «НЛСП», переоблаштовані у житлові будинки. Вул. Чернігівська 112-б. 2017 р.легка промисловість:
  - ЗАТ «ДіСі Ніжинка» — проєктування і виготовлення спецодягу; одним із найбільших замовників підприємства є Міністерство оборони України;
- хімічна промисловість:
  - ЗАТ «Ніфар» — виробництво та постачання лакофарбових матеріалів, мийних паст, засобів захисту рослин;
- деревообробна промисловість: ВАТ «Меблева фабрика», ПВКФ «Кур'єр»;
- будівельна промисловість: ВАТ «Заводоуправління будматеріалів»;
- поліграфія: ТОВ «Аспект».
- сфера послуг:
  - ТОВ «НіжинТеплоМережі»  — монополіст м. Ніжин, спеціалізація: виробництво та постачання теплової енергії, надання послуг з гарячого водопостачання. НіжинТеплоМережі — 
  - КП «ВУКГ» Комунальне підприємство «Виробниче управління комунального господарства» — спеціалізація: збір, перевезення та захоронення ТПВ, монтаж та обслуговування мереж вуличного освітлення, здійснення благоустрою території міста та інше.

У місті активно розвивається малий і середній бізнес.
Продукція, що виготовляється на промислових підприємствах міста відповідає світовим стандартам і є конкурентоспроможною. Зовнішньоторговельні операції ніжинські підприємства здійснюють з 11-ма країнами світу, серед них: Росія, Білорусь, Індія, Бельгія, Литва, Естонія, Польща тощо.

### Транспорт

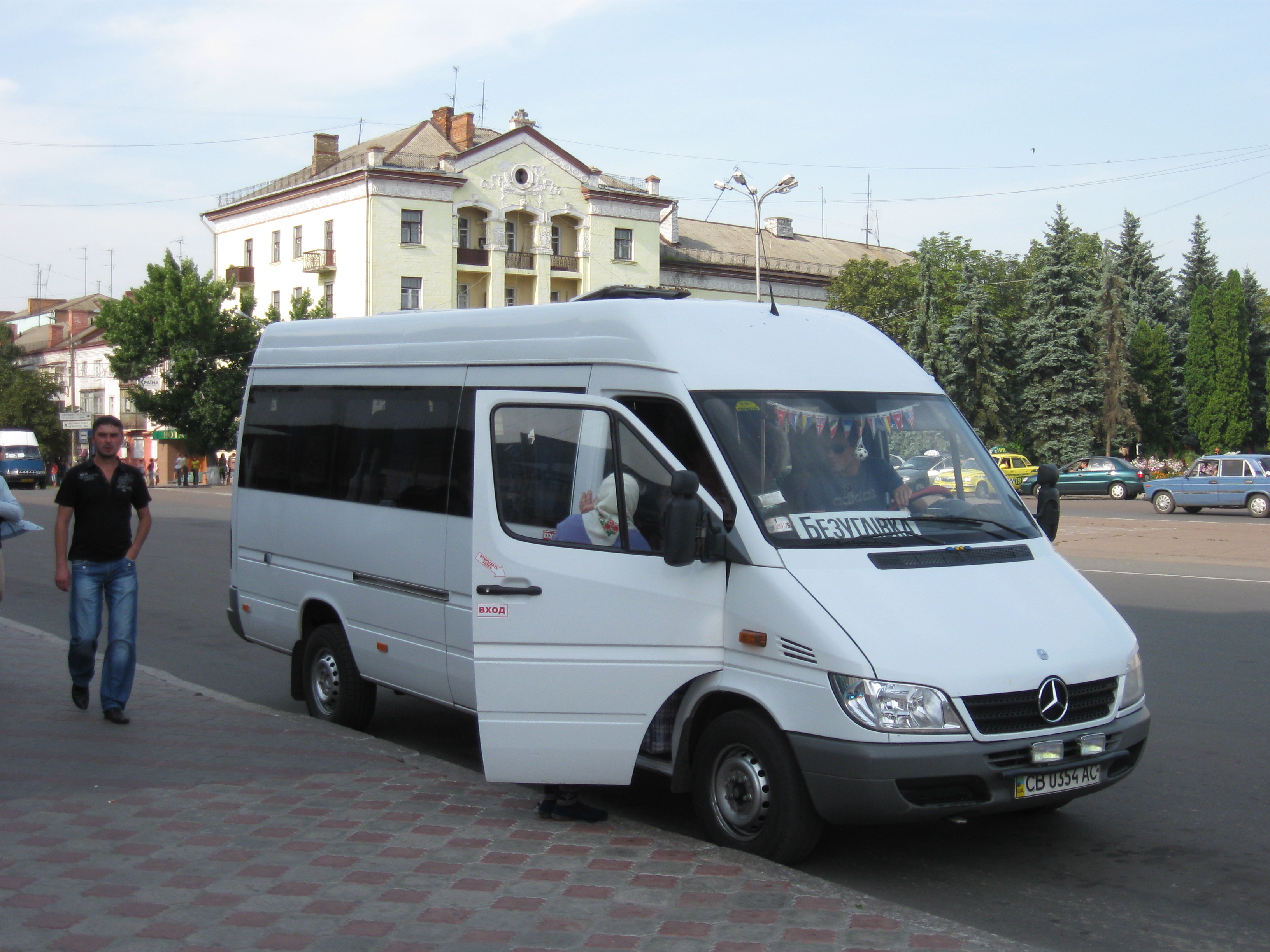
Приміська маршрутка на Безуглівку на площі Івана Франка

Ніжин є важливим вузлом залізничних та автомобільних доріг.
Неподалік міста є аеродром, підпорядкований МНС України.
Історично, у період від 1915 до сер. 1920-х рр. у Ніжині діяла своя система трамваю на кінній тязі. Нині ж (кін. 2000-х рр.) міський громадський транспорт Ніжина представлений винятково маршрутними таксі.
Важливим об'єктом транспортної інфраструктури Ніжина є Ніжинський залізничний вокзал (на вулиці Вокзальній). Звідси ж і з автостанції «Ніжин», що розташована поруч, курсують автобуси і маршрутки міжміського (на Чернігів, Київ, Прилуки, Носівку) сполучення.
На центральній площі Івана Франка здійснюється посадка, і відходять численні приміські маршрутні автобуси (наприклад, до Безуглівки).

### Зв'язок
Послуги Інтернет в Ніжині надають:
- за технологією (Gpon):
  - Юасіті
- за технологією (Ethernet FTTH):
  - Київстар
  - Датагруп
  - Епсілон
- за технологією (ADSL):
  - Укртелеком
- за технологією (3G):
  - Київстар
  - Інтертелеком
  - Укртелеком
- за технологією (4G):
  - FreshTEL
- за технологією (Wi-Fi):
  - Епсілон

### Торгівля і обслуговування
Ніжин має давні і глибокі традиції торговельного осередку Лівобережної України. Значне торговельне значення місто мало наприкінці XVII — сер. XIX ст.ст. — тоді тут відбувалися тричі на рік ярмарки — Троїцький, Покровський і Всеїдний (останній діяв до 1848 року), на які приїздили купці з Росії, Західної Європи, країн Сходу.

ТЦ «Україна» на вул. Станіслава Прощенка

Вже за незалежності України, починаючи від 1996 року, робляться спроби відновити славу ніжинського Покровського ярмарку. Також у місті діє Товарна біржа України.
У теперішній час у Ніжині існує розгалужена мережа магазинів, як роздрібних, так і гуртових, ринків, складів, комерційних компаній, що здійснюють торгівлю різноманітною продукцією. З-поміж національних торговельних мереж у Ніжині представлені продуктово-господарча «Велика Кишеня» (великий магазин на вул. Шевченка, 107а) та мережа товарів побутової техніки та електроніки «Фокстрот» (магазин на вул. Станіслава Прощенка, 12).
У місті працює декілька ресторанів і численні бари. Готельні послуги надає готель «Ніжин» у само́му середмісті (вул. Батюка, 1).
У Ніжині є філії декількох головних банків країни (Ощадбанк, Приватбанк, Полікомбанк, ПУМБ, Райффайзен Банк).
Різноманітні побутові послуги (шиномонтаж і технічне обслуговування приватного автотранспорту, послуги з автоперевезення, вантажні, перукарські, ритуальні тощо) надають численні міські підприємства й фірми, переважно з сектора малого і середнього приватного бізнесу. У місті і околицях — близько 10 автозаправних станцій.

## Медицина

Ніжинська стоматологічна клініка

Ніжинська станція швидкої допомоги

Аптека Михайла Лігди, 2006

Система медичних закладів Ніжина, у якій працюють досвідчені фахівці з 23 спеціальностей з питань профілактики і лікування захворювань та попередження їх рецидивів, підтримання здоров'я населення в належному стані, здатна забезпечити головні завдання галузі:
- якісне обстеження дітей та дорослих із застосуванням сучасних лабораторних, рентгенологічних методів, ультразвукової, ендоскопічної та іншої діагностичної апаратури та професійну консультативну допомогу населенню міста у питаннях його здоров'я;
- фахове амбулаторне і стаціонарне лікування хворих з використанням сучасних методик та апаратури[26].

### Медичні заклади
У Ніжині функціонують такі заклади охорони здоров'я населення:
- Ніжинська міська лікарня (вул. Станіслава Прощенка, 21);
- Стоматологічна поліклініка (вул. Б. Хмельницького, 37);
- Стоматологічна поліклініка «ДЕНТА» (вул. Свідницька, 10);
- Станція швидкої допомоги (вул. Покровська, 18А)
- Пологовий будинок (вул. Прощенка, 21А)
- Поліклініка для дорослих ( вул. Прощенка21 А

### Аптеки
Нині (2000-і рр.) в Ніжині діє розгалужена система аптек — загалом понад 10, у тому числі 1-на ветеринарна.
Дивись основну статтю: Ніжинські аптеки.
Традиції функціонування аптечних закладів міста сягають 1-ї пол. XVIII ст. — ще 1740 року аптекар Я. Штурм відкрив у Ніжині й утримував власним коштом близько 2 років першу відому ніжинську аптеку (водночас одна з перших аптек у Лівобережній Україні).
Найбільшої слави серед ніжинських аптек зажила аптека Михайла Лігди, відкрита цим відставним військовим лікарем і ніжинським греком за походженням 1777 року — протягом XIX ст. і надалі її приміщення не раз змінювало власника, але його профіль зберігся і дотепер.
Взагалі у XIX — на поч. XX ст.ст. у Ніжині діяли 4 аптеки, а наприклад, 1989 року — 7 аптечних закладів.

## Освіта
Ніжин має давні славні освітні традиції — свого часу, у царській Росії, Ніжин був єдиним повітовим містом імперії, де діяв вищий навчальний заклад.
В теперішній час у місті діє розгалужена система освітніх закладів, що крім дошкільних і загальноосвітніх (шкільних) включає низку закладів освіти нового типу, позашкільні заклади освіти; у місті можна здобути спеціальну і вищу освіту.

### Дошкільна, шкільна і позашкільна освіта

Ніжинська ЗОШ № 7

У Ніжині функціонує 14 дошкільних навчальних закладів, 3 ЗОШ І-ІІ ступенів (неповних), 14 ЗОШ I—III ступенів (повних), у тому числі і нового типу (гімназії, № 3 та 16), а також Ніжинська вечірня школа.
Заклади нового типу:
- Ніжинська гімназія № 16: вул. 3-й мікрорайон, б. 11
- Ніжинська гімназія № 3
- Ніжинський ліцей Ніжинської міської ради при НДУ імені М. Гоголя
- Ніжинський обласний педагогічний ліцей

Ніжинські позашкільні навчальні заклади:
- Будинок дітей та юнацтва (вул. І. Богуна, 14);
- Ніжинська станція юних техніків;
- Ніжинська ДЮСШ з футболу (вул. Станіслава Прощенка, 3);
- Ніжинська ДЮСШ (вул. Шевченка, 103а);
- Центр туристсько-оздоровчої, спортивної та виховної роботи з дітьми і молоддю (вул. Братів Зосим, 6);
- Ніжинський МНВК (вул. Войкова, 52-а).

### Заклади спеціальної та вищої освіти

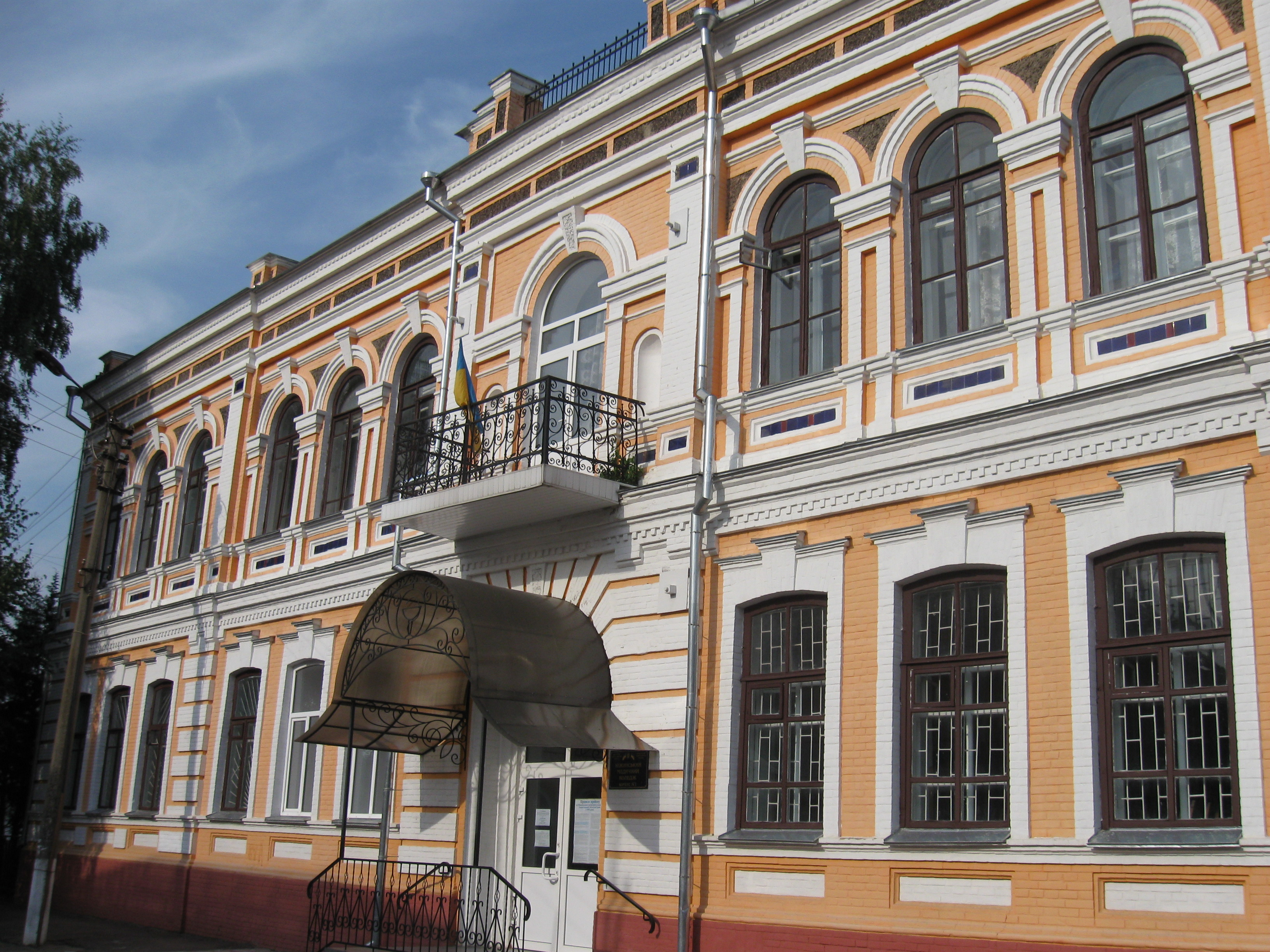
Ніжинський медичний коледж

Професійно-технічні навчальні заклади Ніжина:
- Ніжинський професійний ліцей побуту і сервісу (№ 2), вул. Шевченка, 11;
- Ніжинський професійний аграрний ліцей (№ 35), вул. Незалежності, 5а.

Вищу освіту в Ніжині можна здобути в таких навчальних закладах:
- Ніжинський державний університет імені Миколи Гоголя (вул. Графська, 2);
- Ніжинський агротехнічний інститут Національного аграрного університету (вул. Шевченка, 10)[30];
- Ніжинський медичний коледж (вул. Небесної Сотні, 18);
- Комунальний заклад "Ніжинський фаховий коледж культури і мистецтв імені Марії Заньковецької" Чернігівської обласної ради (вул. Овдіївська, 49).

## ЗМІ
Станом на 1 жовтня 2003 року в місті Ніжині зареєстровано 8 друкованих видань та дві телерадіокомпанії.

### Друковані ЗМІ
Ніжинські газети:
- «Ніжинський вісник»— міськрайонна газета; вперше вийшла ще 1917 року, є лауреатом Всеукраїнського конкурсу Спілки журналістів України, видання нагороджено Почесною грамотою Президії Верховної Ради України;
- «Вісті»;
- «Ніжинський ринок»;
- «Альма матер» — засновник колектив НДУ ім. М. В. Гоголя;
- «Нова просвіта»;
- «Бізнес Ланч»;
- «Ніжинська панорама»;
- «Наша газета».
- «Свідомий погляд»

### Електронні ЗМІ
- Сайт  "Вкорінь"   vkorin.com.ua
- ТОВ "Телевізійна комерційна компанія «Фобос»
- Комунальне підприємство Телерадіокомпанія «Ніжинське телебачення»
- Сайт «Нежатин»[32]
- Сайт «Уездные новости»
- Сайт Ніжин.City — міське інтернет-видання, створене у липні 2019 року колективом Медіа-центру «Вісті» та Агенцією розвитку локальних медіа «Або».[33]

### FM-радіостанції
| №п/п | Частота, МГц | Назва                                         | Потужність, кВт | Адреса вежі             | Передавач          |
| ---- | ------------ | --------------------------------------------- | --------------- | ----------------------- | ------------------ |
| 1    | 90.9         | Радіо Культура                                | 1               | вул. Носівський шлях 21 | оператор ТОВ "ЕРБ" |
| 2    | 92.2         | Українське радіо / Українське радіо. Чернігів | 2               | вул. Носівський шлях 21 | оператор ТОВ "ЕРБ" |
| 3    | 96.2         | Radio ROKS                                    | 0.1             | вул. Носівський шлях 21 |                    |
| 4    | 97.9         | OneFM (план)                                  | 0.1             | вул. Миру 126           |                    |
| 5    | 102.2        | Радіо Промінь                                 | 1               | вул. Носівський шлях 21 |                    |
| 6    | 104.1        | Мелодія FM                                    | 0.1             | вул. Носівський шлях 21 |                    |
| 7    | 105.2        | Хіт FM                                        | 0.25            | вул. Носівський шлях 21 |                    |
| 8    | 107.5        | Radio Relax                                   | 0.1             | вул. Носівський шлях 21 |                    |

## Релігія
- Чернігівська єпархія Української православної церкви (Православної церкви України)
- Ніжинська єпархія Української православної церкви (РПЦ в Україні)
- Парафія Святих Рівноапостольних Володимира та Ольги УГКЦ

## Культура

Ніжинський драматичний театр

Міський будинок культури

Культурне життя Ніжина є насиченим і різноманітним — представлене міським драматичним театром ім. М.Коцюбинського та закладами культури клубного типу, декількома музеями, у тому числі 1 державним, діяльністю професійних і аматорських колективів художньої творчості, місцевих митців тощо. Значними культурними осередками міста є також 4 ніжинські ВНЗ, зокрема найбільший з-поміж них Ніжинський державний університет ім. М.Гоголя.
Організатором і куратором культурного життя Ніжина є Відділ культури виконкому ніжинської міської ради.

### Музика, клуби, література
У Ніжині діють такі заклади культури мистецького, зокрема театрального і музичного, спрямування та клубного типу:
- Драматичний театр ім. М. Коцюбинського (вул. Воздвиженська, 24; керівник: Муквич Юрій Миколайович)[35] — гідний продовжувач театральних традицій М. К. Заньковецької;
- Міський Будинок культури (вул. Батюка, 16);
- Хореографічна школа (вул. Об'їжджа, 119);
- Музична школа (вул. Воздвиженська, 9А) — при ній від 1952 року активно працює дитячий зразковий хор «Сяйво» (від 1982 року його художнім керівником є директор школи Сергій Олександрович Голуб), постійний учасник і переможець обласних і неодноразовий учасник і дипломант всеукраїнських та міжнародних мистецьких оглядів, конкурсів та фестивалів;
- Комунальний заклад "Ніжинський фаховий коледж культури і мистецтв імені Марії Заньковецької" Чернігівської обласної ради (вул. Овдіївська, 49, директор: Дорохін Володимир Гранлісович);
- Клуб залізничників станції Ніжин (вул. Шевченка, 168, керівник: Вольська Галина Олексіївна).

Крім дитячого хору «Сяйво» іншими відомими творчими колективами Ніжина є лауреат Міжнародних та Всеукраїнських конкурсів Молодіжний хор «Світич» НДУ ім. М.Гоголя, (створений 1993 року Л. Ю. Шумською та Л. В. Костенко), Ніжинський дует баяністів, Лауреат Міжнародних та Всеукраїнських фестивалів молодіжний фольклорний гурт «Народна криниця» та зразковий ансамбль бального танцю «Ритм», Зразковий фольклорний вокально-хореографічний театр «Калинонька», призер міжнародних олімпіад та конкурсів (керівник: заслужений артист України Кирилюк В. М.), Лауреат Міжнародних та Всеукраїниських фестивалів театр пісні і танцю Ніни Крутько «Vivat» та ансамбль бального танцю «Шанс».
Починаючи з 2002 року у місті, на базі Ніжинського державного університету ім. М.Гоголя, щороку відбувається Всеукраїнський юніорський конкурс вокальної, диригентської та інструментально-виконавської майстерності, 2008 року було проведено перший фестиваль «Ніжинський грудневий хор-фест».
Від 2000-х рр. приміщення єдиного в місті кінотеатру в центрі міста являє собою руїну.
У Ніжині діє Централізована бібліотечна система (площа М.Заньковецької, 8).
Загальні і тематичні матеріали, статті та розвідки місцевих краєзнавців нерідко з'являються як у періодичній пресі, так і науковій та популярній літературі. А на початку 2006 року в Ніжині вийшла друком своєрідна антологія-поетична збірка, куди увійшли вірші 96 ніжинських поетів.

### Музеї і мистецтво

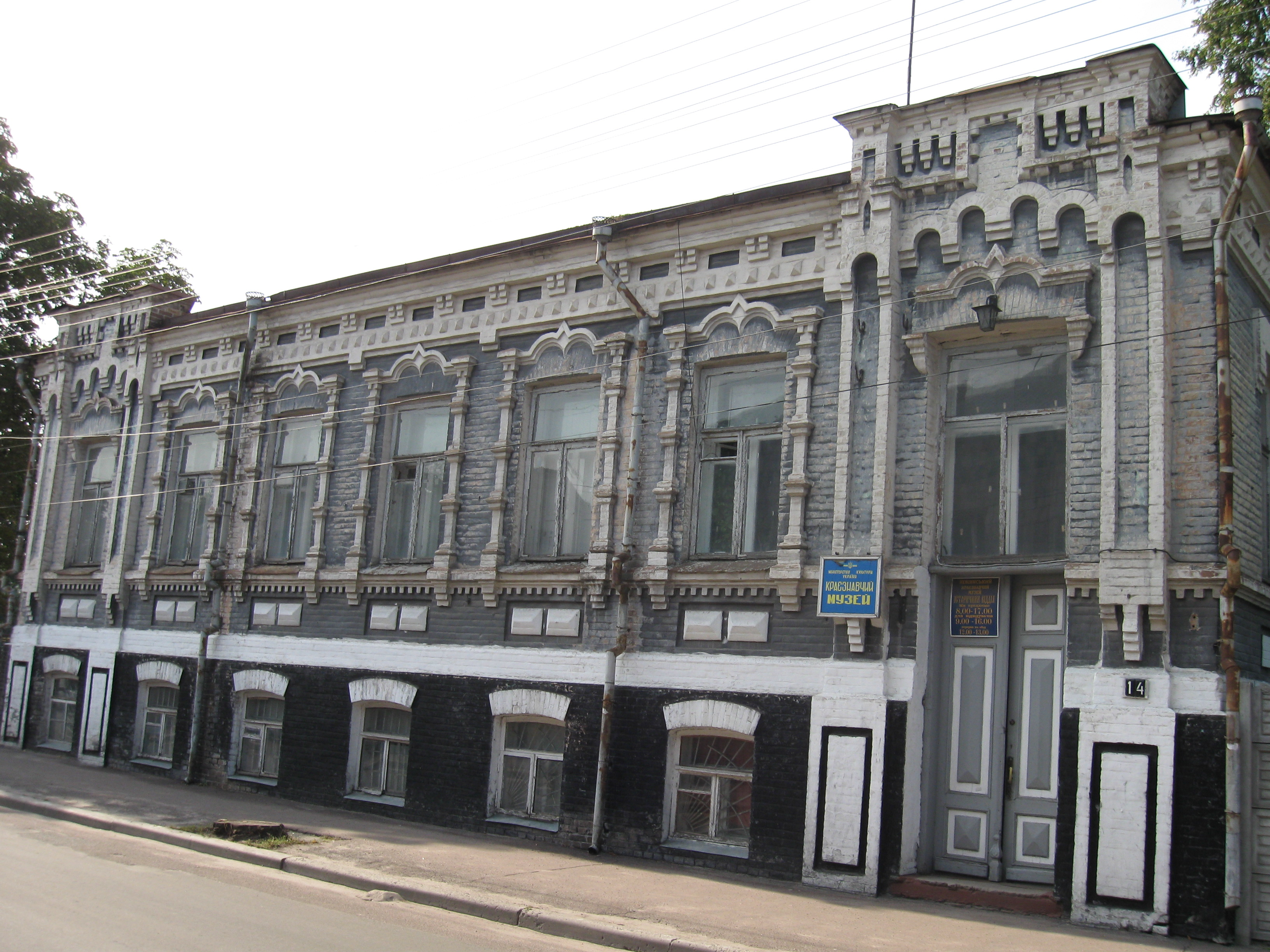
Ніжинський краєзнавчий музей

Історія музейної справи в Ніжині налічує понад століття (від 1902 року). Першим прототипом міського музею стала т. зв. «Гоголівська кімната», яку влаштували з нагоди Гоголівських свят у місті, а вже першим публічним міським музеєм — Музей історії мистецтва та етнографії (відкрито 1920-го, але за 3 роки зачинено); за СРСР деякий час діяв Ніжинський окружний музей, закритий з посиленням тоталітарного сталінського режиму, і лише 1967 року свої двері відчинив головний музей Ніжинщини — Ніжинський краєзнавчий музей.
Дивіться про це більш докладно: Початки музейної справи на Ніжинщині.
Станом на осінь 2009 року в Ніжині функціонують такі музеї:
- Ніжинський краєзнавчий музей імені Івана Спаського (вул. Батюка, 14) — найбільше (понад 40 тис. експонатів) зібрання матеріалів та предметів, у тому числі унікальних, з історії та культури Ніжинського краю;
- музей «Ніжинська поштова станція» — діє на правах відділу краєзнавчого музею і розповідає про поштову справу в місті;
- музеї Ніжинського державного університету ім. М. Гоголя[36]:
  - музей М. Гоголя — у центральному корпусі університету (колишній будинок Ніжинської гімназії вищих наук);
  - музей рідкісної книги імені Г. П. Васильківського — розмістився на 2-му поверсі фундаментальної бібліотеки Ніжинського державного університету ім. М. Гоголя (на вул. М. Гоголя); у 2 невеликих залах репрезентує 2,5 тис. цікавих експонатів з книжкового зібрання університету.
  - картинна галерея у центральному корпусі університету;
  - музей історії університету у центральному корпусі університету.

Славу Ніжина складають майстри образотворчого мистецтва — у картинній галереї експонуються картини місцевих художників О. Якимченка, В. Доброліжа, С. Шишка; у теперішній час (2-а пол. 2000-х рр.) у місті плідно творять митці С.Рибак, О.Кошель, В.Лясковський, П.Поладич, М.Русаков, В.Ісаєнко, В.Домбровський, В.Оліфіренко, В.Полуда. Є в місті і майстри народних промислів — вироби ніжинських гончарів, вишивальниць, різьбярів тощо можна придбати, у тому числі і на щорічному Покровському ярмарку.
Пр ніжинські музеї на Українському радіо в Відкритому просторі (04.03.2018) р.

## Природно-заповідний фонд
Ландшафтні заказники: Чирвине.

Ботанічні пам'ятки природи: Дуб Заньковецької.

Заповідні урочища: Ветхе.

Парки-пам'ятки садово-паркового мистецтва: Графський парк.

## Пам'ятки і пам'ятники

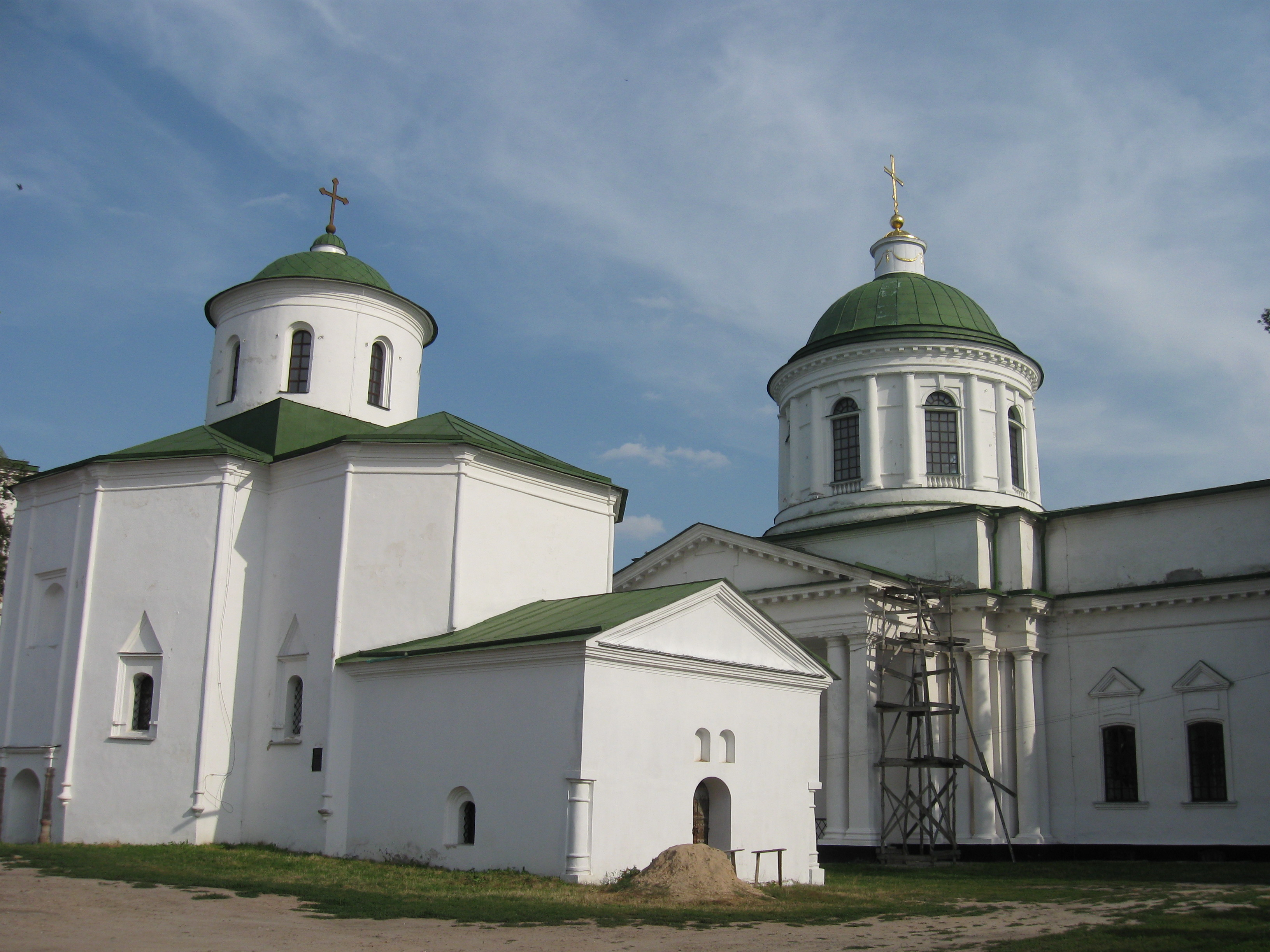
Всіхсвятська та Михайлівська Грецькі Церкви

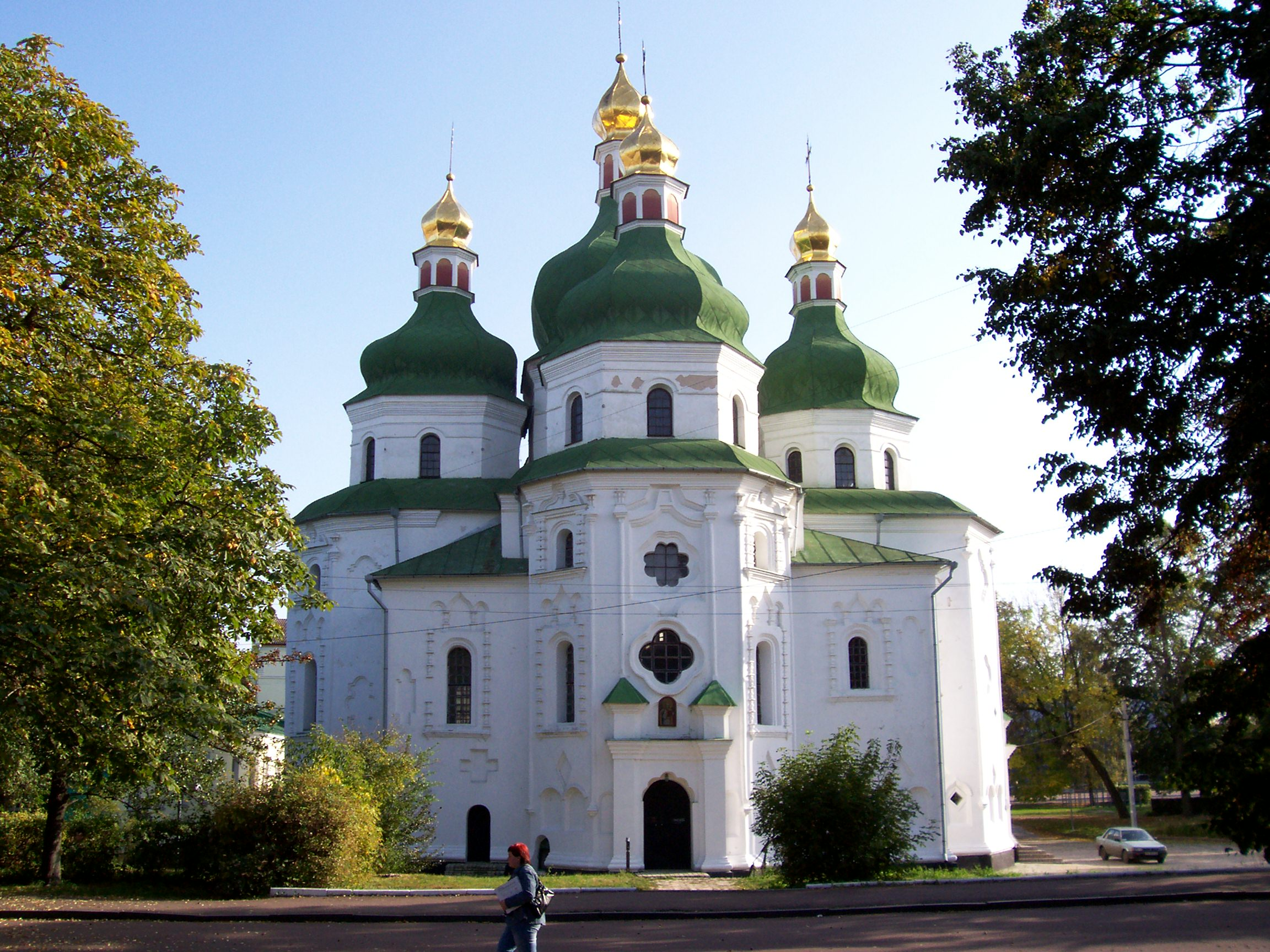
Миколаївський Собор

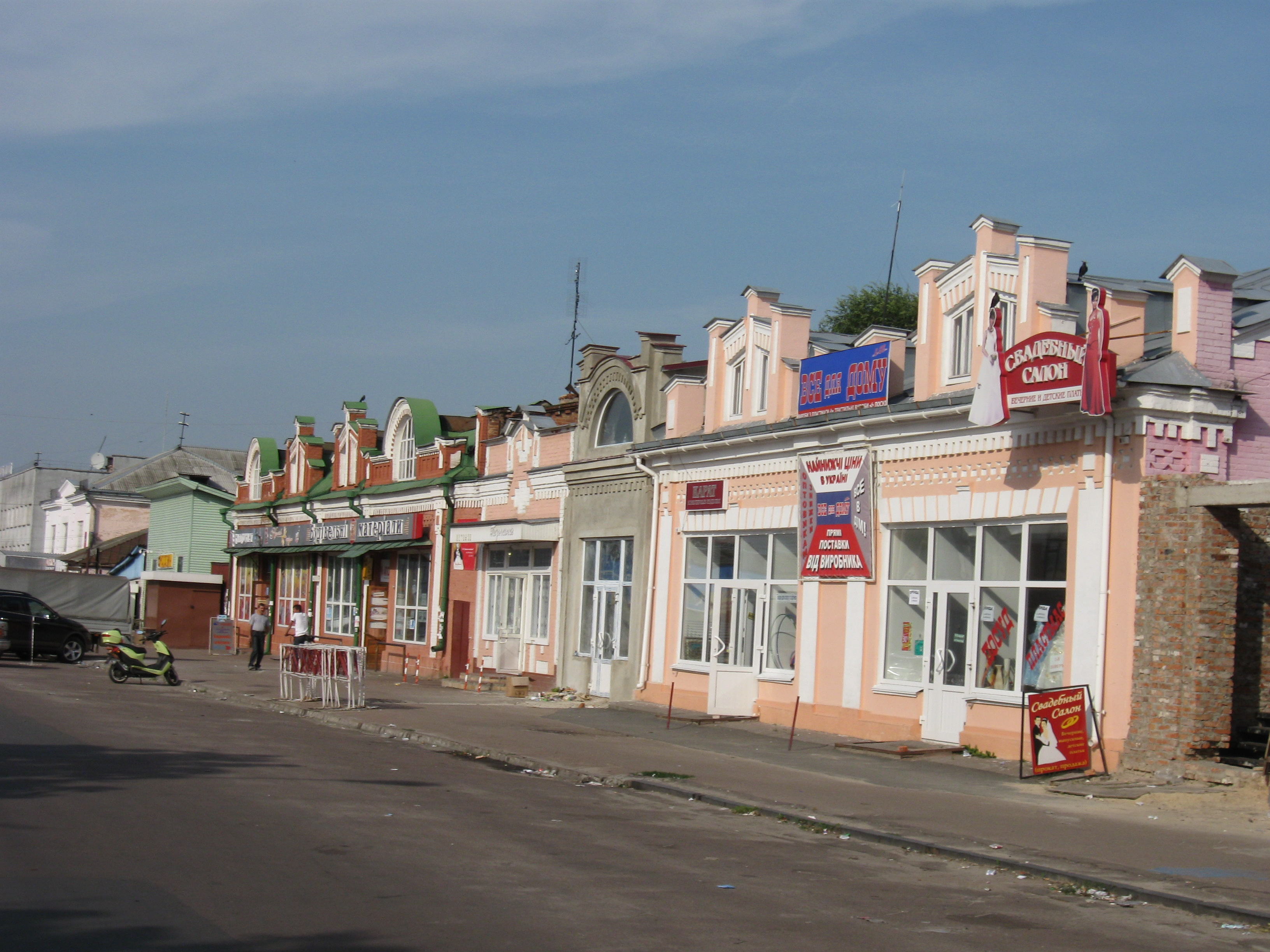
Ніжинські торгові ряди

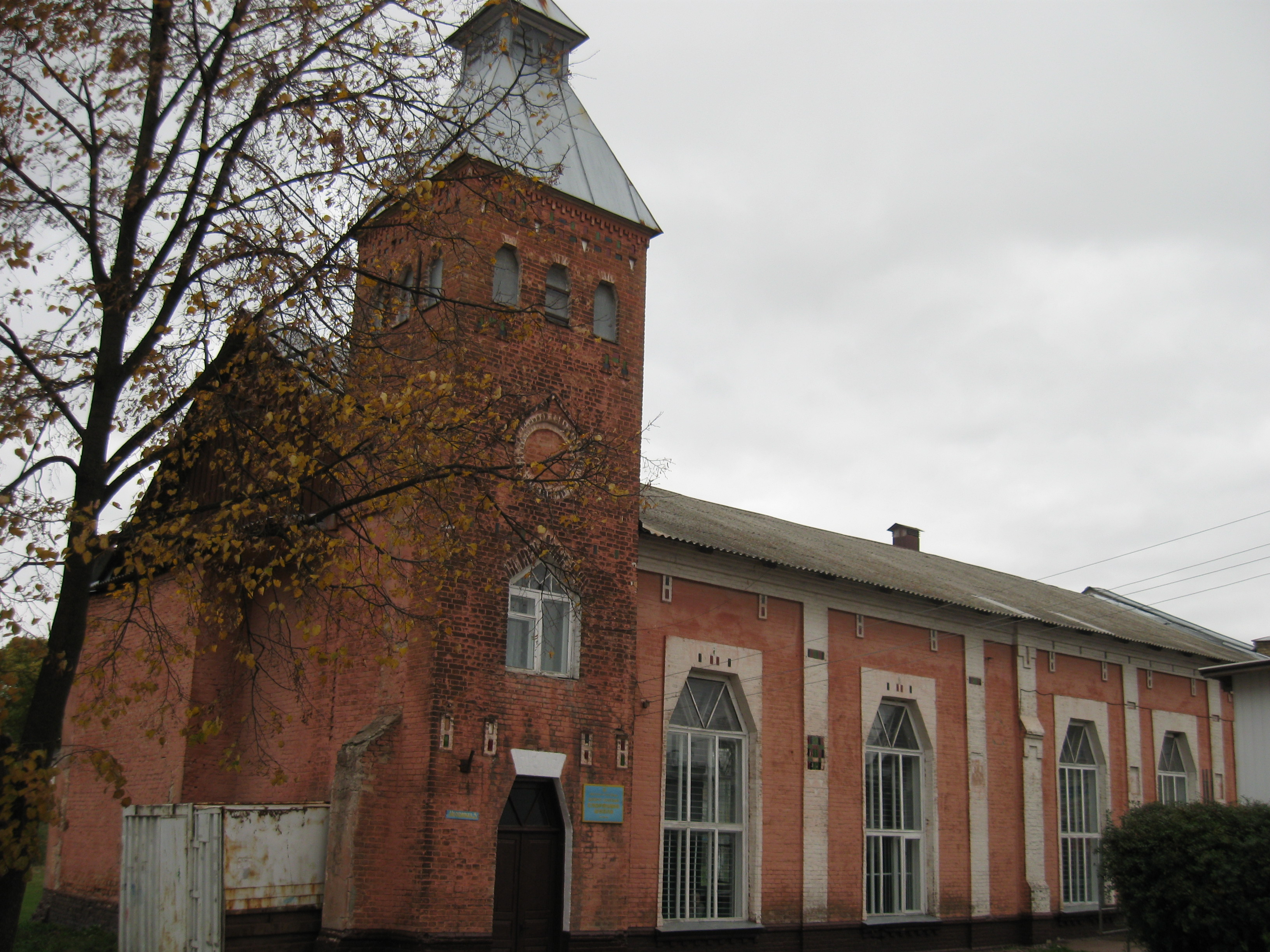
Будинок колишньої електростанції (тепер спортивна школа)

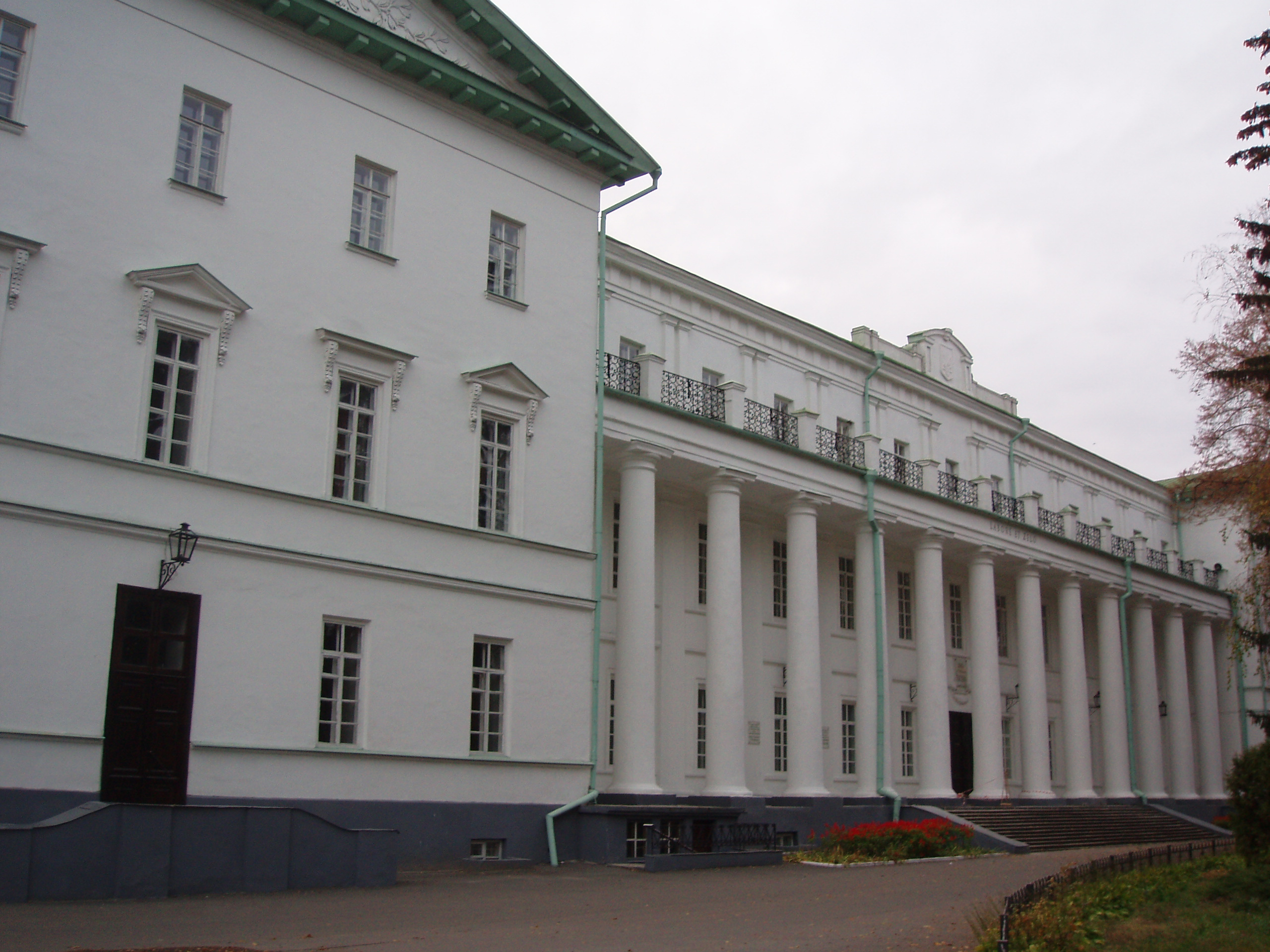
Будинок Ніжинської гімназії вищих наук

У Ніжині величезне число пам'яток історії та архітектури та пам'ятників і пам'ятних знаків, що робить місто фактично музеєм просто неба.

## Вулиці Ніжина
Ніжин — невелике провінційне містечко на Чернігівщині. «Положением своим занимает земли тысячу четыреста шестедсят четыре десятины. Окружается со всех сторон пашенными землями…». Ніжин розкинувся по обидві береги річки Остер. Значно більше на лівому березі, він побудований у болотистій місцевості, у лісостеповій смузі України. Цікаву характеристику міста надають «Черниговские губернские ведомости» за 1853 рік: «… Около Нежина сходяться четыре дороги — из С. Петербурга, из Москвы, из Полтавы и Киева. Стоя на перепутье сообщений наших столиц с южными и западнями губерниями, Нежин широко и привольно раскинулся на низменной равнине, закутавшись в тень многочисленных своих садов. Есть нечто особенное в наружном виде этого города. Множество каменных церквей с красивими колоколнями и несколько видних издали каменных зданий делают его как будто похожим — если не на губернський, то по крайне мере на богатый торговый город.»
Історично склалося, що Ніжин у першу чергу був містом аграрним, залишався він таким протягом усього періоду XIX століття. Місцевість на якій він розташований, хоч і болотиста (а звідси постійний бруд), але мальовнича, ще й надзвичайно родюча, тут переважають чорноземно-лугові, чорноземно-лучні, опідзолені ґрунти. Ніжинський повіт майже по всім показникам вирощування сільськогосподарської продукції виходив на перше місце у цілій губернії.
Мешканці міста завдяки сприятливим природним умовам мали можливість активно займатися сільськогосподарською діяльністю, різноманіття вирощуваних тут культур було значним. Насамперед, це були зернові, які забезпечували ніжинців основним харчовим продуктом — хлібом, городні, що були основою у повсякденному раціоні жителів міста, також, рослини, які використовувалися для ткацтва.
У «Описах Лівобережної України» засвідчено: «У жителей этого города довольно имеется достаточных огородов, у которых сеют: селлерею, прас, горчицу, огурцы, петрушку, пастернак, лук, чеснок, горох, капусту, свеклу, морковь, репу и пшеничку. Так же при некоторых домах имеются иррегулярные сады: с яблоневыми, грушевыми, сливными и вишневыми деревьями, с коих собираемыми плодами довольствуется сей город без недостатка.». И «Черниговские губернские ведомости» описували Ніжин як аграрне місто: «…Но земледельчиские работы, производящиеся не только вокруг города, даже внутри его, со всею патриархальностью сельского быта, — но эти желтые классы ржи, волнующиеся у самой заставы, эти обширныя плантации табаку, тянущиеся по городу паралельно с мостовой, эти громкия песни работниц, на баштанах внутри Города, — все это заставляет, — путешественника подумать: какое богатое и прекрасное село — этот Нежин.», професор інституту М.Бережков згадував: «…В нем много культуры огородной…». Ці характеристики дані Ніжину роз'єднує майже п'ятдесят років, а тихий перебіг життя міста змінився мало. Існування Ніжина «оберталося» навколо сільського господарства, земля для жителів була годувальницею. За рахунок неї мешканці мали змогу повністю себе забезпечити харчами, роботою. Ніжин у XIX столітті мав вигляд великого села, де більшість населення була зайнятою у сільськогосподарській роботі.

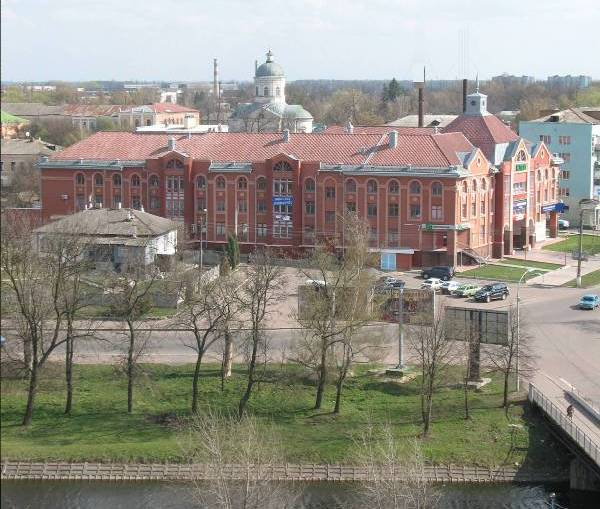
Технологічний корпус ТОВ «Ніжинські лабораторії скануючих пристроїв». вул. Шевченка, 2. Травень 2007 р.

Ніжин був містом яке приваблювало до себе купців, яким було вигідно торгувати тут. Через матеріали, які надають нам інформацію про місто, червоною ниткою проходить згадка про всюдисущий ніжинський бруд, звичайно, це зумовлено природно-кліматичними умовами, хоча не слід знімати провину з місцевої адміністрації. Таким побачив Ніжин на початку XIX століття князь І.Долгорукий: «…Он неопрятен и нехорош, но видно, что торговый и оттого богат… Мостовых нет, и так осенью и весной в большия грязи ни проходу ни проезду. Площадей и регулярних улиц не увидиш, а пустырей много…». Професор М.Бережков у своєму щоденнику зазначав: «Ходя по Нежину убеждаешся, что он — большая деревня, типичная малороссийская деревня, грязная, душная…», солідарним з ним був і професор І.Сребницький, що у 1880 році стосовно ніжинських вулиць відмітив: «…грязь составляет отличительную черту улиц внутри города. Трудно себе представить, не видевши собственными глазами, что делается на иных улицах Нежина в грязный период. Спасения от этой грязи нет никакого; только на некоторых главных улицах вдоль домов и заборов лепятся кое-какие досчатые тротуары: перейти через улицу можна разве только в калошах, доходящих до колен…». Проте, все ж місцева влада намагалася боротися із проблемою постійного бруду, так І. Сребницький зазначав, що спроби ці були невдалі: «… В прежнее время в Нежине были и мостовые. Главная улица его и теперь называется „Мостовой“ — она же „Московская“ — тянущаяся через весь город… и другая -„Лицейская“ имели бревенчатые мостовые». На последней улице давно уже исчезли следы мостовой и существование ее помнят только нежинские старожилы; на Мостовой же улице, особенно в одной ея части, сохранилась еще мостовая. Но что это за мостовая! Многия бревна в ней совсем уничтожились и во время грязи образуются такие рытвины, что все тогда стараются объезджать эту мостовую что называется десятой улицей…" . Дослідник-краєзнавець В.Шоходько пояснює це все ж природно-кліматичними умовами. У місті була як зазначають «Чернигоские губернские ведомости» лише одна центральна та велика мостова: «Впрочем из уважения к городским достоинствам Нежина, надобно сказать, что в нем есть деревянная мостовая — от одной заставы до другой — через весь город, на пространстве четырех верств…» . О.Лазаренко відмічав, що проблема із забрудненням вулиць не зникла і у кінці ХІХ — початку XX століття, він згадував, що для того, щоб доїхати від залізничного вокзалу до центру міста у період весни та осені, необхідно було наймати візника із парою волів, які ледве витягали вози із глибоких канав. Ми спостерігаємо стабільну незмінність поганого стану доріг в Ніжині протягом XIX століття. Основною причиною цього були природні умови, з якими, влада намагалася боротися будуючи мостові, але зазнала поразки у боротьбі з болотистою місцевістю. На 1798—1800 роки, як зазначено у «Описах Лівобережної України», у Ніжині знаходилося шістнадцять вулиць: «…из которых первая Московская, вторая Черниговкая, третья Роменская, четвертая Прилуцкая, пятая Греческая, шестая Олишевская, седьмая Шосткина, восьмая Пустая, девятая Галатовская, десятая Бабичевская, одиннадцатая Биляковская, двенадцатая Щербиновская, тринадцатая Сугаровская, четырнадцатая Мигалёвская, пятнадцатая Бобринская и шестнадцатая Магерская.» . Деякі з них зберегли свою назву і до сьогодення. Як зазначає дослідник В.Шоходько, ніжинської фортеці, заснованої у Х столітті, що розташовувалася на території сучасного базару, у XIX столітті уже не існувало. Проте, сам принцип забудови було збережено. Вся територія історичного ядра міста має велику історико-культурну цінність і може розглядатися нині як пам'ятник містобудування. Його північно-західна частина, яка розташована між вулицями Батюка та Братів Зосимів, у межах якої сконцентрована велика кількість пам'ятників архітектури і цінної історично забудови міста, є унікальним історичним міським формуванням Лівобережної України. Визначними елементами планування є вулиці Московська та Овдіївська. Основною вулицею лівобережної частини міста є Мостова, Московська, з 1881 р. Гоголя, по якій йшла дорога, що зв'язувала Київ і Москву.
У Ніжині, як для малого провінційного містечка, існувала велика кількість площ. Так, «Черниговские губернские ведомости» дають чіткий та різносторонній їх опис: « …Одна площадь базарная, над рекою Остром, около замковой церкви и дальше к лавкам… Другая площадь в Нежине — ярмарковая. Так она зовется по воспоминанию о бывшей некогда здесь на маслянице знаменитой ярмарке, теперь этой ярмарки нет, — осталась только площадь, между деревьями город скими и каменными церковними лавками, на которой прежде кипела ярмарка. К этой же площади примыкают и табачные лавки, а оканчивается она Успенскою церковию с красивою и стройною колокольней. Третья площадь — парадная, перед мужским Благовещенским монастирем — здесь в высокоторжественные дни бывает военный парад. Четвертая площадь — за Киевскою баштою. Башты, т.е. башни, нет никакой, — вероятно была какая-то, — но выражение: за Киевской баштою досель осталось…». У місті існувало чимало будівель різного призначення. На 1798—1800 рік існують такі дані: «Казенного строения внутри города находящиеся: один старый деревянный корпус, корорый занимается городничеством и казначейством, и при нем кладовая для казны каменная, у ведомстве городской думы деревянных два: первый под постоем городничего, а во втором помещаются поветовые присудственные места. Изб деревянных поступивших из казенного ведомства в ведение городской думы восемь, кои отдаются в наем. Городовой каменный магистрат. Каменная почтовая контора. Соляной амбар деревянный. Бывший пороховой казенный каменный погреб. Два дома городских каменных, поврежденных во время последнего пожара, у которых помещалось народное училище… Церковного стороения деревянных изб шесть, которые находятся при церквях и занимаются причетниками. Торговых лавок: каменных церковных кои отдаются в наем восемнадцать, у ведомство городской думы поступивших восемь, разными обывателями на городской земле построенных сорок восемь, дворянских двадцать две, купеческих шестдисят четыре, мещанских и разночинческих сто одиннадцать, мясных двадцать. Богодельня одна. Торговых бань две. Кузниц с котлярнею тридцать четыре.».
Олександр Лазаренко згадує про те, у яких будинках жили пересічні люди: «Архітектура Ніжина відповідала рівню життя провінційного міста. В Петербурзі, Москві, Києві квартири коштували дорого, приміром третину зарплати. Тому-то чиновники, що виходили на пенсію намагалися забезпечити себе дешевою квартирою в провінційних містах, таких як Житомир, Умань, Таганрог, Чернігів, Полтава, Ніжин.». Цілі вулиці забудовувалися маленькими будинками відставних чиновників. Земля була дорога й ділянки під забудову давалися невеликі. Дешеві будинки зводилися без цоколя, більш забезпечені будували високі цоколі, а багаті люди зводили будинки не біля вулиці, а на середині подвір'я. На Мільйонній вулиці (нині Овдієвській) великі двоповерхові будинки були в представників дворянства. Зокрема у Висоцького, міського голови, колишнього генерала Семенова, пані Пашківської, зять якої був інженером на залізниці. Подібне розміщення будину ізолювало від вуличного шуму, який створювався металевими ободами коліс по брукованій мостовій. У Ніжині була велика грецька колонія й зберігалося багато будинків своєрідного стилю. Вхід був із двору через кортик з чотирма колонами. Ці будинки були одноповерхові із великими напівпідвальними приміщеннями з погребами та складами. Також О.Лазаренко згадує: «Як і в багатьох інших провінційних містах, основне виробництво в Ніжині було пов'язане із сільським господарством. Значне місце в центрі займали торгові ряди, розташовані проти базару. Вони починалися від собору і тяглися до самого Остра.». У магазинах, порівняно нової для того часу сучасної побудови, на вулиці Гоголя тривала бакалійна торгівля Москаленка й гастрономічна — Лазаренка і Дяченка. Частина цих приміщень знаходилася у брамі чоловічого монастиря, або поблизу від нього, то в них не дозволялося продавати алкогольні напої. Тому льохи цих магазинів знаходились на вулиці Кушакевича. Отже, лавки були розташовані переважно у центральній частині міста.
Місто Ніжин, хоча і було завжди провінційним, але відігравало значну роль у житті губернії. Вигідне геополітичне становище зумовило для Ніжина безперервний розвиток у торговому плані. Територія, на якій розташовано місто болотиста, проте, родюча і придатна до вирощування різноманітної сільськогосподарської продукції, яка потім використовувалася як товар на ринках усієї губернії та по за її межами. Ніжин мав свою Поштову станцію, метереологічну станцію, крупний залізничний вузол, мав богадільню, що забезпечувала медичне обслуговування жителів міста та повіту. Ніжин славився великою кількістю церков (на початок ХІХ — 15, а на початок ХХ — 27), та їх визначною архітектурою. Найкрасивішими у місті були панські будинки та будівлі збудовані греками. Основною проблемою для міста залишався стан доріг, який не покращувався. Також, у Ніжині знаходилася значна кількість навчальних закладів, декілька училищ, гімназія, звичайно, Ніжинська вища школа — найзначніший заклад міста. Все ж воно залишалося аграрним, жителі мали присадибні ділянки, на яких вирощували сільськогосподарські продукти, і, у цілому, всі спогади про Ніжин у цьому плані зводяться до того, що місто виглядало скоріше як велике село.

### Список вулиць
- Гоголя

### Пам'ятки культурної спадщини
За підрахунками фахівців, у місті є до 300 історичних будівель, з яких понад 70 мають велику культурну та історичну цінність. На державному обліку перебуває 6 пам'яток археології, 55 — історії, 12 — монументального мистецтва.
Дивись основну статтю: Пам'ятки історії та культури Ніжина.
Головні пам'ятки історії, культури та архітектури Ніжина за міськими історико-архітектурними комплексами:
1. Історико-культурний комплекс Грецького братства XVIII ст.:
  - Всіхсв'ятська Грецька Церква, 1786 р., вул. Гребінки, 29;
  - Михайлівська Грецька Церква, 1719-29 р.р., вул. Гребінки, 29;
  - Троїцька Церква, 1733 р., вул. Гребінки, 35;
  - Грецьке Олександрівське Училище, 1817 р., вул. Гребінки, 24;
  - Будинок жіночої гімназії А. Ф. Крестинської (буд. Самохіної), 1-а пол. XIX ст., вул. Гоголя, 7А;
  - житловий будинок грецької колонії, будинок служб в комплексі міської садиби та будівля окружного суду, XVIII ст., вул. Гребінки, 18;
  - панський будинок в міській поміщицькій садибі, 1820 р., вул. Небесної Сотні, 11;
  - будинок Носівського сотника Шаули, XVIII ст., вул. Глібова, 5;
  - будинок Величковських XVIII ст., вул. Глібова, 10;
  - Церква Олени і Костянтина на Троїцькому кладовищі, вул. Московська.
2. Архітектурний-ландшафтний комплекс Миколаївського собору, Благовіщенського монастиря, вулиці Гоголя та центрального скверу, XVII — поч. XX ст.ст.:
  - Миколаївський собор, 1654 р. вул. Гоголя, 19;
  - Благовіщенський собор, 1702—1716 р.р., арх. Устинов, вул. Гоголя, 10А
  - Церква Петра і Павла з дзвіницею, 1803 р. вул. Гоголя, 12;
  - Ігуменський корпус з трапезною, 1808 р та крамниці монастиря, 1808 р. вул. Гоголя, 10;
  - Церква Іоанна Богослова, 1752 р.
  - забудова вулиці Гоголя: будинок купецького зібрання (1894 р.), торговий будинок XIX ст. (№ 13А), будинок А. Ф. Лукашевича 1840-х рр. (№ 15);
  - ніжинські торгові ряди, вул. Батюка;
  - Церква Іона Предтечі (Будинок Культури), 1842 р. вул. Батюка, 16;
  - Сквер ім. М. В. Гоголя (В. В. Тарновського), 70-і роки XIX ст.;
  - кав'ярня грека Стефаньєва XVIII ст., вул. Стефана Яновського, 3;
  - будинок почесного громадянина Левченка О. І., вул. Небесної Сотнi, 18.
3. Історико-культурний комплекс ніжинської пошти (1870-і рр.):
  - будинок поштової контори і станції, вул. Думська, 4;
  - будинок станційного наглядача, вул. Поштова, 18;
  - Будинок пожежної команди, 1910 р., вул. Студентська, 2 та інші.
4. Культові споруди і громадсько-житлова забудова вулиці Московської (XVIII — поч. XX ст.ст.):
  - Церква Преображення Господнього, 1757 р., вул. Московська, 7;
  - торговельні (аптека грека Михайла Лігди, 1777 р. № 2; склади, № 1), громадські (будинок електростанції, 1914 р., № 3) та житлові (будинок кінця XVIII ст., № 22) будинки вулиці.
5. Історико-культурний комплекс Ніжинського замку і вулиці Базарної:
  - Церква Богоявлення Господнього, 1721 р. зі дзвіницею 1821 р., вул. Базарна;
  - острог, 1-а пол. XIX ст., вул. Базарна 18;
  - пороховий льох XII-ХІІІ ст.ст.;
  - Церква Миколаївська (зимова) в комплексі Покровської церкви, 1873 р., вул. Базарна 23А;
  - будинки купця Кардебашетова, кінець XIX ст. (вул. Базарна, № 15, 17) і житлові будинки кінця XIX — поч. XX ст. (вул. Базарна, № 1/2, вул. Базарна 1А);
  - Церква Василія Великого, 1788 р., вул. Василівська, 39.
6. Архітектурно-ландшафтний комплекс Ніжинської гімназії вищих наук і площі М. Гоголя:
  - Основний корпус ліцею (в класицизмі), 1806—1826 р.р. та комплекс будівель різноманітних служб (каретня, стайні, житловий флігель, 1806—1826 р.р.), вул. Графська, 2;
  - будинок сучасної Ніжинської санітарно-епідеміологічної служби, пл. Гоголя, 7.
7. Історико-культурний комплекс Введенського монастиря:
  - Введенський собор (1775) зі дзвіницею (1840 р.), вул. Овдіївська, 44;
  - Ільїнська церква тепла, 1814 р., вул. Овдіївська, 44;
  - монастирські будівлі різного призначення: келії, 1857; готель Введенського монастиря на економічному подвір'ї, 1863 р. (вул. Овдіївська, 47).

### Пам'ятники

Монумент «афганцям» Ніжинщини

Пам'ятник ніжинському огірку

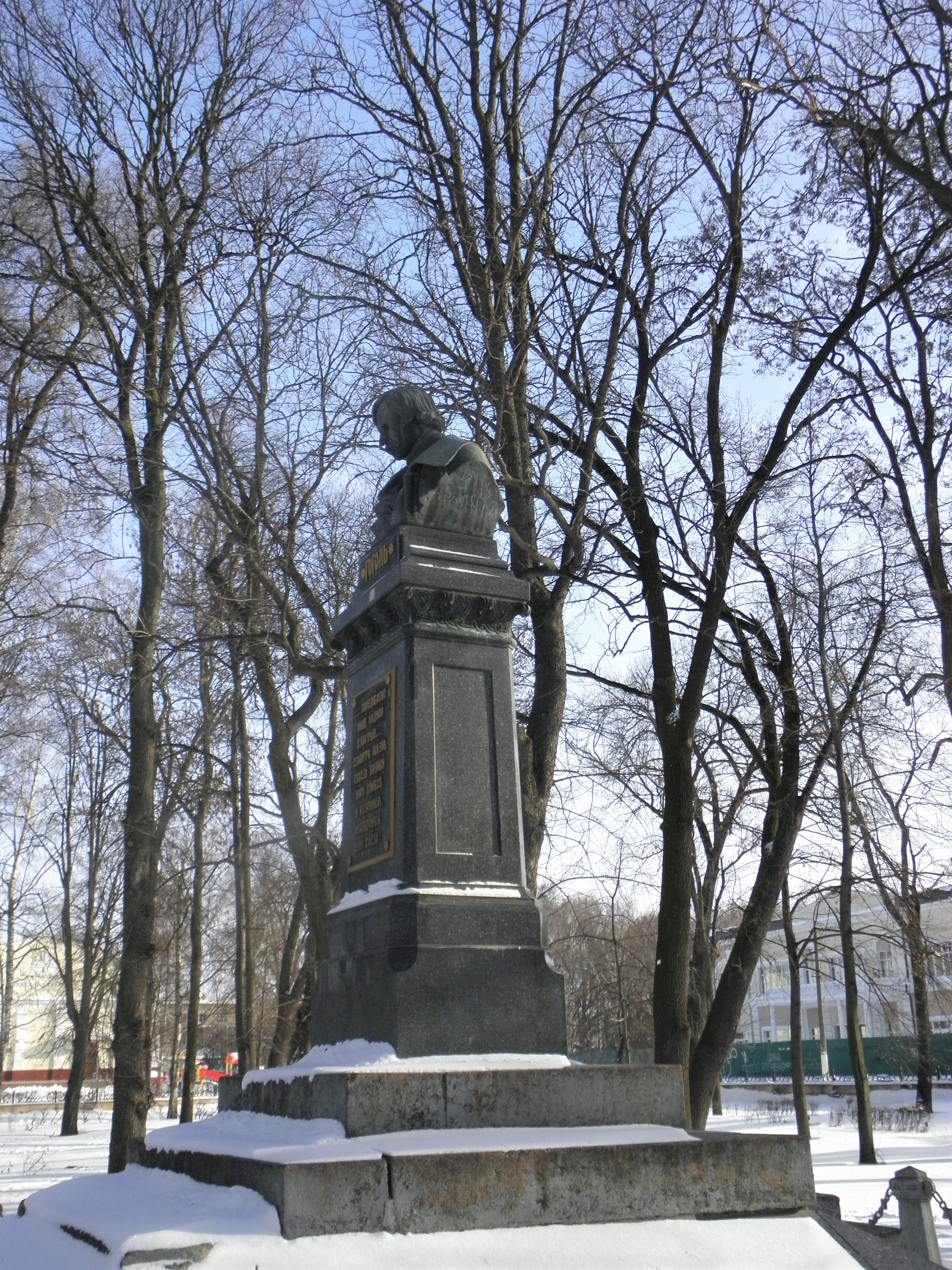
Пам'ятник Миколі Гоголю

Близько чверті сотні ніжинських пам'ятників і пам'ятних знаків є значним показником як для міста такої величини.
Дивіться основну статтю: Пам'ятники Ніжина.
У Ніжині встановлено пам'ятники, як славетним уродженцям та діячам, життя чи діяльність яких пов'язані з містом, так і на честь знаменних або трагічних подій національної історії — Т. Г. Шевченку, М.Заньковецькій, Ю.Лисянському, Б.Хмельницькому, «Дзвони Чорнобиля», Жертвам Голодомору та політичних репресій і багато інших.
Ніжин пишається першим за часом створення не лише в Україні, а й у цілому світі пам'ятником Миколі Гоголю.
У Ніжині встановлено низку пам'ятників визволителям міста від німецьких окупантів під час Другої світової війни: Я.Батюку, Л.Губиній, С.Моховому, І.Хайтовичу, обеліски на братських могилах.
Також, відносно нещодавно (наприкінці 2005 року), у місті з'явився дуже оригінальний пам'ятник місцевій «знаменитості» — ніжинському огірку.

## Національні громади

### Грецька громада
Поява грецьких переселенців у Ніжині була викликана втратою Греції державної незалежності. У середині XVII ст. велика грецька колонія виникає у Ніжині. Її появі значно сприяли часті подорожі до Москви грецького духовенства, слідом за яким тягнулися й численні купецькі обози. Греки обрали це невеличке полкове місто саме тому, що у XVII—XVIII ст. тут перетиналися сухопутні торговельні шляхи, що з'єднували Москву, Сибір та Поволжя з торговими містами Європи, Балканського півострова, Середземномор'я та Близького Сходу.
Прагнучи залучити грецьких купців до активної торгівлі в містах України, гетьман Богдан Хмельницький у 1657 році видав кілька універсалів, якими звільнив їх від підпорядкування місцевому уряду та надав право вільної торгівлі за умови сплати податку гетьманському «екзактору». Згодом цю адміністративну автономію підтверджували своїми універсалами й інші гетьмани: в архіві Ніжинського грецького братства та магістрату свого часу зберігалось 57 гетьманських універсалів, царських та архієрейських грамот, якими в різні часи стверджувалися права та вольності ніжинських греків. У дружніх стосунках з Грецією українські гетьмани бачили не тільки запоруку економічного розвитку держави, але й шукали захисту православної віри від зазіхань польського католицизму, а згодом — і від намагань московського уряду підпорядкувати собі незалежну Київську митрополію.
Вже у 1679 р. ніжинські греки, досить численна група міського населення, звернулися до духовної та світської влади з проханням дозволити побудувати в Ніжині свій православний храм. Це звернення вони мотивували тим, що змушені відвідувати місцеві церкви, але не розуміють «руського набожества», тобто слов'янської церковної служби, і тому не можуть «священикам виразне сповідувати гріхи свої». Ініціатором цього звернення був священик Христофор (або Христодул) Димитрієв, котрий з'явився у Ніжині у 1677 р. і походив «з єпархії Навпакту і Арти, з села, названого Ангелокастро». Він залишив батьківщину внаслідок переслідувань, яких зазнав від турків або, як пізніше він сам писав, «побачивши від бусурман велику наглість». Оселившись в Ніжині, грецький священик спочатку увійшов до причту Миколаївського собору, який тоді відвідували ніжинські греки. Але через часті конфлікти з місцевими священиками та парафіянами, він невдовзі став клопотатися про виділення греків в окрему громаду та будівництво окремого храму. Одержавши у 1680 р. благословення від Константинопольського патріарха Якова та Чернігівського архієпископа і блюстителя Київської Митрополії Лазаря Барановича, він розпочав будівництво дерев'яного храму на честь архістратигів Божих Михаїла та Гавриїла.
Грошей, виділених громадою на будівництво, вистачило лише на зведення стін. Щоб довести справу до кінця, отець Христофор позичив чималу суму грошей, і тому у 1684 р. ніжинські греки, отримавши згоду гетьмана Івана Самойловича, відрядили двох своїх представників задля збирання пожертв та милостині на будівництво храму. Отець Христофор особисто неодноразово звертався за фінансовою допомогою до місцевих купців, урядовців та церковних ієрархів. Двічі він їздив і до Москви, де одержав певні кошти і від царів Івана та Петра Олексійовичів. У результаті коштів надійшло стільки, що їх вистачило на те, аби збудувати поряд з дерев'яним храмом архангелів Михаїла і Гавриїла ще муровану церкву на честь Всіх Святих. 1696 року будівництво та оздоблення храмів було завершено. В процесі будівництва церков, 1687 року грецька релігійна громада оформилась у Церковне Братство, статут якого написав сам Христофор Димитрієв. В заснуванні Братства активну роль відіграв гетьман Іван Мазепа, відомий своїм благодійництвом та прихильністю до створення нових духовних та освітніх закладів. У 1696 р. ніжинські греки, що клопоталися за новий статут Братства перед Київським митрополитом Варлаамом Ясинським, привезли йому особливого рекомендаційного листа від гетьмана. Тоді ж вони отримали від митрополита благословення на створення при Братстві школи для навчання дітей грецького і слов'янського письма та шпиталю «для препитания убогих й недужих» членів громади. А 19 квітня 1696 року гетьман І. Мазепа власним універсалом задекларував реформу Ніжинського грецького церковного Братства, підтвердив усі права, надані гетьманами-попередниками, та узяв ніжинських греків під особисту охорону, надаючи їм право безпосередньо апелювати для вирішення різних справ до гетьманської канцелярії.
Близько трьох десятиліть в Ніжині жив митрополит Філіппісійський та Драмський Софроній, відомий під прізвищем Македонського. Він брав активну участь у політичному житті України тих часів, зокрема «Чорній раді» 1663 р., коли в Ніжині відбулися драматичні вибори гетьмана. Запідозрений московським урядом в підбурюванні українців проти Москви, він був 1661 року допитаний у Посольському приказі. У бібліотеці Грецького Братства зберігалися кілька книжок, що належали митрополиту Софронію.
У 1685 р., на шляху до Москви, у Ніжині зупинялися відомі просвітителі брати Софроній та Іоаникій Ліхуди, засновники Московської Слов'яно-Греко-Латинської академії, відомі своєю співпрацею з видатним вченим, філософом, письменником і педагогом, місцеблюстителем патріаршого престолу митрополитом Стефаном Яворським.
Близько 1689 р. в школі Грецького Братства вчителював архімандрит Діонісій з грецького міста Яніни. Ніжинській грецькій громаді він залишив унікальну бібліотеку (понад 70 томів) книг філософсько-богословського та світського змісту. Серед рукописів Діонісія були теологічні твори Феофіла Коридалевса, тексти лекцій та збірки віршованих поем та гімнів Гомера тощо. Вивчаючи примітки на берегах рукописів Діонісія, вчені з'ясували, що Діонісій був надзвичайно освіченою людиною, добре знав давньогрецьку та латинську мови, студіював філософію та богослов'я в університетах Венеції, Падуї, Риму, подорожував Англією та Голландією. У 1670-х роках він жив у Константинополі та обіймав посаду великого протосінкела при дворі Вселенського патріарха Досіфея, а у 1680-х роках, до переїзду в Ніжин, вчителював у Волощині. Надзвичайну цінність Діонісієвої бібліотеки засвідчує той факт, що про її долю особисто піклувався гетьман Іван Мазепа. Невдовзі Діонісій залишив Ніжин, одержавши посаду архімандрита Микільсько-Македонського монастиря, а безцінна бібліотека його була вивезена до Москви.
У бібліотеці Грецького Братства, крім рукописів Діонісія, зберігалося чимало інших унікальних книг, серед яких — рукописні грецькі Євангелія XI-ХІІ століття на пергаменті з власноручними примітками візантійського імператора Феодосія, розкішно оздоблені золотом і кольоровими мініатюрами «молдовлахійські» Євангелія XVI століття. Чимало святинь та церковних реліквій містилося в ризниці Грецького Братства. Слід відзначити велику кількість стародавніх ікон грецького та місцевого письма у срібних ризах, великий срібний напрестольний хрест, виготовлений 1636 року в місті Яніна, дерев'яний різьблений хрест зі шматочками Животворчого Древа-хреста, на якому було розп'ято Господа Ісуса Христа, а також багато оздоблену дорогоцінним камінням плащаницю, на якій золотом по білому атласу вишито зображення Спасителя. Грецький напис на плащаниці свідчив, що виготовлено її працею та старанням священика Христофора за гетьманування Івана Мазепи у 1692 році. Церковне та громадське життя ніжинських греків базувалося на стародавньому «грецькому праві», кодифікованому ще у XIV столітті Костянтином Арменопулом. Ці закони, записані в книзі «Прохірон» або «Шостикнижжя», дбайливо зберігалися членами Братства в особливому міцному футлярі. Згідно зі статутом Ніжинського Грецького Церковного Братства, написаним у 1697 році наступниками священика Христофора, до Братства входили всі охочі греки та не греки, що знали грецьку мову, але правом голосу при виборах керівного органу (Ради 12-х) користувалися тільки чоловіки віком понад 20 років, які сплачували щорічно грошові внески на церкву. Грецькі храми в Ніжині перебували під особливою охороною Константинопольського патріарха та підпорядковувалися суто Київським митрополитам, а місцевій, церковній владі заборонялось втручатися у духовні справи ніжинських греків. Храми відігравали важливу роль не тільки в духовному, але й громадському житті греків. На церковному дворищі регулярно збиралися братчики, щоб вирішувати всі важливі справи: обирати священиків та ктиторів церкви, членів братського суду, а з 1785 року — бургомістрів та членів органу місцевого самоврядування громади — Грецького Магістрату. Там же відбувалися «братські канони» — великі громадські свята та урочистості. Гроші з церковної скарбниці часто видавалися в борг купцям, а за рахунок відсоткових прибутків Братство надавало допомогу збіднілим членам громади та сиротам, утримувало школу та шпиталь.
Постійне зростання грецької громади в Ніжині та збір достатніх коштів дозволили грекам розпочати у 1714 році перебудову дерев'яної Михайлівської церкви. За дозволом гетьмана 1. Скоропадського вони, на місці попереднього дерев'яного храму, заклали кам'яний фундамент. Будівництво тривало понад 10 років, його завершив у 1729 році священик Микола Босняк. Останній і був ктитором храму протягом 1719—1739 років. 28 травня 1731 року храм освятив митрополит Київський Рафаїл Заборовський. «Приходський літопис» грецької Михайлівської церкви початку XIX ст. так подає цю подію: «Воздвигнут сей храм архистратигов Михайла й Гавриила при ктиторстви господина Миколая Михайловича Босняка, коему храму заложено основание из согласия всех братьев 1714-го году, й оставалась без производства работ до 1725 года. Затем, продолжая работу, окончен в 1729 году, й по приезде из Киева архиерея господина Рафаила, освящен в 1731-м году расходами братьев».
Документи 30-х років XVIII століття засвідчують існування в Ніжині Грецького Михайлівського монастиря. А вже у 1760-х роках розпочалася реконструкція мурованої Всіхсвятської церкви, храм деякий час існував як монастирська трапезна, але невдовзі його розібрали «за ветхостію». На його місці заклали глибокий мурований підвал і звели міцні стіни першого поверху, проте через внутрішні суперечки у громаді повернутися до відбудови Всіхсвятського храму змогли лише 1800 року. Оскільки первісний проєкт за цей час було загублено, до співпраці запросили відомого чернігівського архітектора Антона Карташевського. Саме за його проєктом у 1805 р. й завершено будівництво церкви. Невдовзі остаточно складається цілісний архітектурний ансамбль Грецьких храмів, до якого, за описом початку XIX століття, входили: «колокольня, которая построена 1805 года тщанием Нежинского греческого общества, й каменная с штакетом железным й тремя железными воротами ограда», а також «девять каменных палаток в церковной ограде й один под летнею церковию погреб».
Останній яскравий період в історії Ніжинського Грецького Братства припадає на кінець XVIII — першу чверть XIX століття, коли під впливом ідей просвітництва в Греції поширюється національно-визвольний рух проти османських завойовників. Яскравими представниками грецького національно-визвольного руху в Ніжині в цей період були такі видатні просвітителі, як Зой Каплані, Манфо Різарі, Георгій Кромміда, брати Анастасій, Зой та Микола Зосими. За ініціативою грецької громади в Ніжині у цей час будуються Грецьке Олександрівське училище (1816 р.), церква Костянтина та Олени на Грецькому кладовищі (1819—1821 р.р.), мурований інвалідний будинок на колишньому Грецькому подвір'ї по вул. Московській (1821 р.). Заможні грецькі купці жертвували значні кошти на відкриття нових православних храмів, училищ, бібліотек, музеїв, лікарень та богоугодних закладів, фінансували видання богословської просвітницької та класичної літератури. Так заможні купці та меценати брати Зосими поклали чималі суми грошей до банку на ім'я старост грецьких храмів Ніжина, щоб громада могла утримувати найбідніших членів братства та регулярно купувати свічки для великого панікадила Всіхсвятського храму.
У 30-х роках XIX століття прискорюється занепад Грецького Братства в Ніжині. Це пов'язане було з тим, що внаслідок імперських реформ російського самодержавства Ніжин з великого полкового міста та важливого центру торгівлі поступово перетворився на глуху провінцію, після перемоги в Греції національно-визвольної революції та проголошення у 1830 році державної незалежності ніжинські греки поступово починають повертатися на історичну батьківщину або переселятися до великих портових міст на півдні України та Росії. В Ніжині залишилися тільки ті, хто не мав коштів на переїзд та породичався з місцевими жителями. Якщо у 1746 році в Ніжині нараховувалось 1800 греків, у 1782 році — близько 765, то у 1869 році їх вже було не більше 365 чоловік. У зв'язку із поступовим зменшенням кількості греків змінювався й статус грецьких храмів. 1785 року, під час адміністративної реформи Катерини II, Ніжин з усіма церквами і монастирями, який раніше входив до складу Київської Митрополії, був підпорядкований архієпископу Чернігівському. Але грецькі храми були залишені в колишньому їхньому стані, тобто — під захистом самого Київського митрополита. Але згодом, втративши зверхність Константинопольських патріархів та Київських митрополитів, у 1839 році грецька церковна громада Ніжина була передана у відання архієпископу Чернігівському, а з 1855 року — приписана до Ніжинського Благовіщенського монастиря. 1872 року самоврядування грецької громади остаточно було скасоване офіційним наказом Сенату, а все майно та капітали її передані міській громаді Ніжина. У загальне користування мешканців Ніжина перейшли й грецькі Всіхсвятська, Михайлівська та Костянтино-Оленинська церкви, але за давньою традицією їх продовжували відвідувати нащадки ніжинських греків.
Остаточно громада грецької церкви була розігнана рішенням міськвиконкому у грудні 1960 року, а приміщення храму переобладнали під шкільний спортивний зал. З-поміж реліквій, що зберігалися громадою протягом трьох століть, збереглися окремі частини бібліотеки Грецького Братства, яка у розпорошеному вигляді зберігається зараз в архівосховищах Києва, Москви та Санкт-Петербурга.
На рубежі 1980—1990 років було проведено першочергові реставраційні роботи на грецьких храмах Ніжина під керівництвом головного архітектора проєкту Л. С. Чекурди. 1992 року з ініціативи викладачів та студентів Ніжинського педінституту ім. М. Гоголя та інтелігенції міста утворено православну громаду Української Православної Церкви Київського Патріархату. Громада запропонувала відновити після завершення реставраційних робіт богослужіння у Всіхсвятському храмі. 4 грудня 1994 року в храмі відбулася перша, після 30-річної перерви, літургія. А 18 квітня 1995 року рішенням Чернігівського облвиконкому Всіхсвятську церкву передано в постійне користування громади. Символічно, що серед парафіян храму чимало нащадки грецьких родин. Громада підтримує активні зв'язки з науковими колами Греції, зокрема — відомим істориком, дослідником греко-українських зв'язків професором Христосом Ласкаридісом, який неодноразово відвідував місто.

### Єврейська громада
Перша згадка про єврейську громаду, яка з'явилася в місті приблизно в XV столітті, була 1648 року, коли вона разом з польським населенням постраждала під час Хмельниччини й до поділів Речі Посполитої кінця XVIII ст. єврейське населення Ніжина було практично відсутнє. Після входження Українського Правобережжя до складу Російської імперії євреї швидко наповнили землі Лівобережної України, у тому числі й вельми привабливий, насамперед у торгово-економічному сенсі, Ніжин, позаяк місто входило до т. зв. межі осідлості для проживання євреїв.

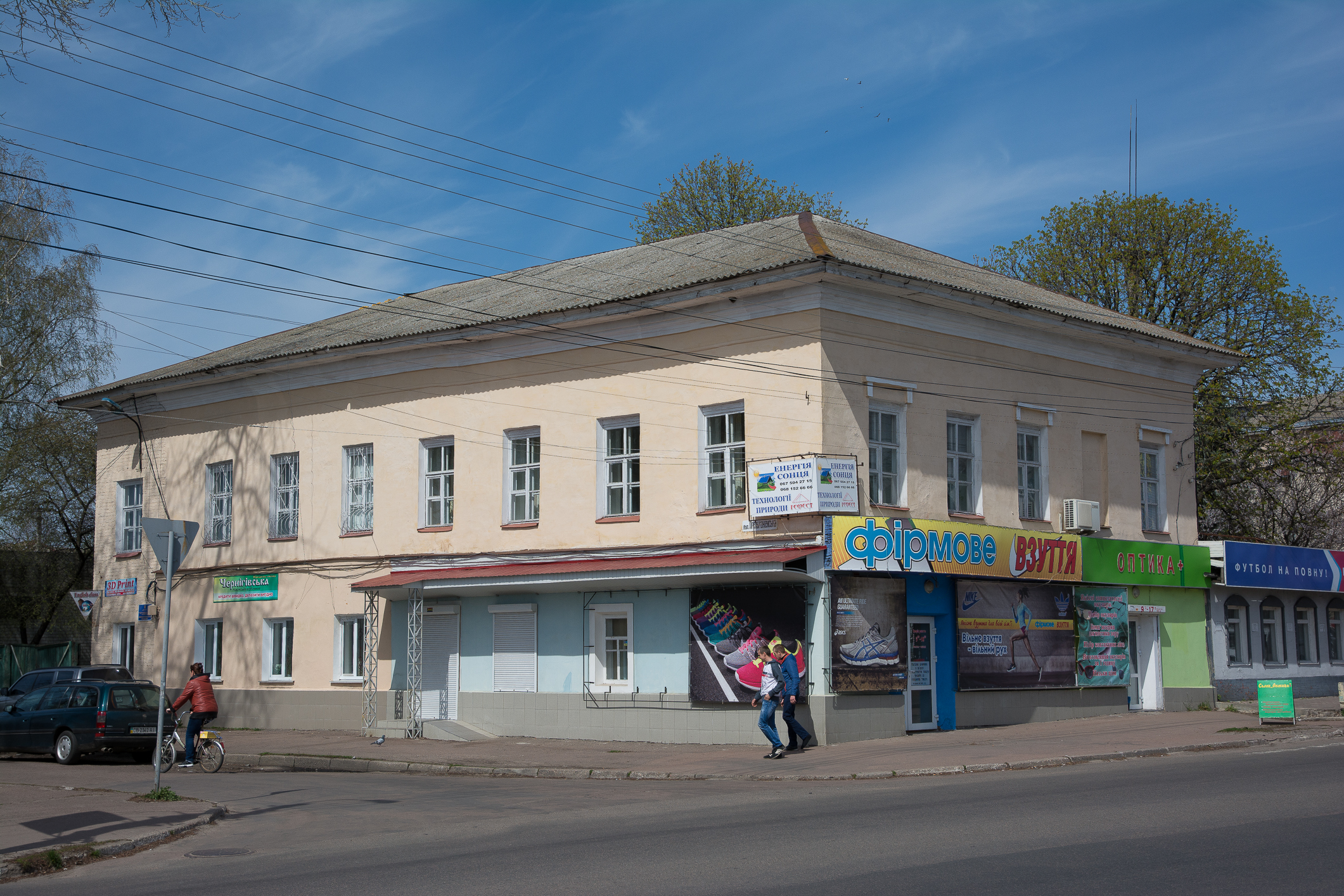
Синагога Шнеєрсона

Наприкінці XVIII століття у зв'язку із завоюванням Російською імперією Криму значення Ніжина як торговельного і адміністративно-військового осередку зменшилось. Чимало місцевих греків подалися до Одеси, чий розвиток набув стрімких обертів. По втраті торговельного значення Ніжина й виїзду більшості греків са́ме підприємливі євреї взяли до своїх рук торгівлю в Ніжині, а згодом, з розвитком капіталізму, — й промислову сферу. До прикладу, виробництво знаменитих ніжинських огірків на промислову основу поставили підприємці-євреї Гольденберги в 3-й чверті XIX століття.
Ніжин у цей час знаний як один із головних центрів любавицького хасидизму. На тутешньому цвинтарі похований другий Любавицький Ребе, Дов-Бер Шнеєрсон, померлий 1827 року.
Наступна велика згадка про ніжинських євреїв стосується знову трагічних для них подій — 20 липня 1881 року в місті відбувся погром. Більшість єврейських будинків були зруйновані. Погром був придушений російськими військами, внаслідок чого загинули десятки погромників. Наступний єврейський погром був улаштований чорносотенцями в 1905 р.
Більшість євреїв були зайнятті у виробництві тютюнових виробів, а також працювали у крамницях. На межі XIX—ХХ ст.ст. у місті було 10 синагог, три єврейські приватні школи і 30 хедерів, від 1895 року діяв єврейський ощадний банк. За переписом 1897 року приблизно 1/3 мешканців міста були євреями.
Під час окупації Ніжина військами Добровольчої армії А. Денікіна в 1919 року денікінці вбили ніжинського рабина М. Хейна, почавши черговий погром. Виняткову мужність у врятуванні майже 30 єврейських родин під час цього погрому виявив ніжинський священик, протоієрей Г. Спаський (батько виданих українських учених Івана та Євгенії Спаських)
У 1920-і роки в місті продовжували діяти 7 синагог: Друга, Золотницького, Каменка, Любавицька, Ремістна, Рудзика, Шнеєрсона. Ніжинська єврейська релігійна громада була зареєстрована рішенням Ніжинського Увиконкому 14 липня 1922 року. До неї належали синагоги, молитовні будинки, лазня, їдальня й інші господарські об'єкти. Правління громади обиралось щорічно загальними зборами її членів. 1928 року разом із двома церквами в Ніжині закрили дві синагоги і в приміщеннях синагог Любавицької і Золотницького відкрили клуби, а в 1930-і рр. з його боротьбою з релігією і буржуазним націоналізмом було закрито й ці синагоги, діяльність релігійної общини стала таємною.
На північно-східній околиці Ніжина з першої половини XIX ст. почало формуватися єврейське кладовище, на якому поховано кілька відомих у місті представників єврейської громади, у тому числі ц Дов-бер-Шнеєрсон.
Лише з пожвавленням культурного, політичного і релігійного життя наприкінці 1980-х рр. відновилась і активність ніжинської єврейської громади. Зараз (2000-і рр.) у місті проживають біля трьохсот євреїв. Було влаштовано єврейський молитовний будинок. 2008 року зусиллями закордонних благодійників-вихідців з Ніжина, поряд із єврейським кладовищем було влаштовано синагогу, а 2009-го — завдяки допомозі відомого американського філантропа Мулі Коена облаштовано й саме єврейське кладовище, насамперед огель на могилі Дов-бер-Шнеєрсона. У синагозі крім молитовного залу є також бібліотека і кухня; її послугами щорічно користуються тисячі людей, що приїжджають на могилу Ребе.

### Польська громада
Бжеський Роман Степанович — український державний діяч доби УНР та на еміграції. Організатор українського війська та безпосередній учасник боїв з російськими військами 1918—1919. Ідеолог модерного українського націоналізму. Також дослідник української історії, літературознавець, журналіст і публіцист.

## Міста-побратими
Станом на 14 липня 2025 року місто Ніжин має 12 іноземних міст-побратимів.
- Свідниця, Польща (1992)[42]
- Яніна, Греція (2004)[43]
- Дембиця, Польща (2022)[44]
- Олькуш, Польща (2022)[45]
- Прейлі, Латвія (2022)[46]
- Вахтебеке, Бельгія (2022)[47]
- Іматра, Фінляндія (2022)[48][49]
- Нойштадт, Німеччина (2023)[50]
- Вольфсбург, Німеччина (2023)[51]
- Стейт-Коледж, Сполучені Штати Америки (2023)[52][53]
- Гейнсвілл, Сполучені Штати Америки (2024)[54]
- Трапані, Італія (2025)[55]

## Відомі люди
Див. також: Категорія:Уродженці Ніжина.
Див. також: Категорія:Уродженці Ніжина.

Пам'ятний знак на місці будику, у якому в 1908–1914 роках проживав Сергій Корольов

1623 народився Роман Ракушка-Романовський, шевченкознавець Михайло Новицький. У Ніжині народився і провів дитячі роки мореплавець Юрій Лисянський (1773–1836). 1907 народився учений Олександр Знойко, а 1911 — співак Марк Бернес.
До Ніжина приїздив Тарас Шевченко.
Ніжинську гімназію закінчило багато відомих людей.
1881 року в місті відкрили перший у Російській імперії пам'ятник Миколі Гоголю.
У Ніжині працював лікарем Петро Андрійович Буштедт, народився його син Петро Петрович Буштедт — учений у галузі електрозварювання, доктор технічних наук (1936), член-кореспондент АН УРСР (1939).
Настоятелем Миколаївського собору був отець Георгій (Спаський), у Ніжині народилися його діти — мистецтвознавець Євгенія Спаська та історик Іван Спаський.
На ніжинській сцені грали українські актори Марія Заньковецька (у Ніжині вона жила і працювала), Панас Саксаганський, Микола Садовський, Марко Кропивницький.
В Ніжині народився Олександр Михайлович Богомолець (1850–1935)- революціонер-народник, земський лікар; батько академіка, президента АН УРСР Олександра Богомольця (1881–1946), прадіда доктора Ольги Богомолець (нар.1966 р.), засновниці історико-культурного комплексу «Замок Радомисль».
Тут пройшли дитячі роки Олександра Богомольця-молодшого і конструктора перших космічних кораблів Сергія Корольова, також української кіноакторки Людмили Сосюри.
З Ніжином пов'язані імена академіків Юрія Соколова та Милиці Нечкіної.
- Алексін Микола Миколайович (1877—1950?) — сотенний командир та заступник командира Херсонської стрілецької дивізії армії УНР, полковник. Помер в Ніжині.
- Андрущенко Володимир Микитович (1904—1977) — український художник, директор Одеської картинної галереї.
- Антиков Дмитро Миколайович (1995—2019) — старшина Збройних сил України, учасник російсько-української війни.
- Бантиш-Каменський Микола Миколайович (1737—1814) — український і російський історик, археограф, бібліограф.
- Баширов Тахір Тахірович (1985—2015) — солдат Збройних сил України, учасник російсько-української війни.
- Бернес Марк Наумович (1911—1969) — співак та кіноактор.
- Бжеський Роман Степанович (1897—1982) — український державний діяч доби УНР. Організатор українського війська та безпосередній учасник боїв з московськими військами 1918—1919. Ідеолог модерного українського націоналізму. Також дослідник української історії, літературознавець, журналіст і публіцист.
- Биков Олег Володимирович (1989—2015) — солдат Збройних сил України, учасник російсько-української війни.
- Білогуб Віталій Данилович (нар. 1926) — український архітектор і художник.
- Бриль Іван Харитонович (1894 — ?) — лікар, український громадський діяч у Китаю, засновник філії товариства «Просвіта» у Ханькоу (1929—1931), видатний діяч Української Громади м. Шанхаю (1934—1936)
- Броварець Ольга Олександрівна (*1986) — наймолодший доктор фізико-математичних наук України, звання отримала у віці 29 років.
- Ващук Любов Володимирівна — українська театральна актриса.
- Вольський Анатолій Миронович — український театральний актор, народний артист України (2018).
- Вульф Георгій Вікторович (1863—1925) — російський вчений-кристалограф.
- Глауберзон Соломон Аронович (1895—1957) — дерматовенеролог, доктор медичних наук, професор.
- Горбенко Олександр Петрович (1938—2011) — український театральний режисер.
- Горголі Сава Дементійович (1739—1791) — український медик, доктор медицини.
- Даневський Всеволод Пійович (1852—1895) — український вчений-правознавець.
- Доброліж Вадим Володимирович (1913—1973) — українсько-канадський художник, живописець та декоратор.
- Дубравін Валентин Володимирович (1933–1995) — фольклорист, етномузикознавець, педагог, композитор, кандидат мистецтвознавства. Член Спілки композиторів України.
- Жучок Володимир Григорович (нар. 27 жовтня 1948 року) — педагог-організатор шкільної освіти на Донбасі, краєзнавець.
- Забіла Нікіта Сергійович (2000—2023) — солдат Збройних сил України, учасник російсько-української війни.
- Зиков Євген Кирилович (1932—1957) — дослідник Антарктиди. На мапі Антарктиди є острів Євгена Зикова, у Ніжині — вулиця, названа його ім'ям.
- Ігнатенко Марина Миколаївна — український вчений в галузі історії України.
- Качуровський Ігор Васильович — український поет, перекладач, прозаїк, літературознавець, педагог, радіожурналіст.
- Коваленко Сергій Станіславович — науковець, видавець та громадсько-політичний діяч, кандидат технічних наук.
- Кокотюха Андрій Анатолійович — сучасний епатажний український письменник.
- Красовський Микола Олександрович — полковник Армії УНР очолював «Інформаційне бюро» Розвідочної управи Генерального штабу Армії УНР.
- Крутько Андрій Володимирович (1981—2022) — старший лейтенант окремого загону спеціального призначення НГУ «Азов» Національної гвардії України, учасник російсько-української війни, що загинув під час російського вторгнення в Україну в 2022 році.
- Курганський Володимир Абрамович — український та російський звукооператор.
- Легейда Олександр Сергійович (1946, Ніжин) — український державний службовець, промисловець. Генерал-майор.
- Маркова Любов Костянтинівна — українська артистка балету, педагог.
- Петровський Микола Неонович — український історик, джерелознавець, директор Інституту історії України АН УРСР.
- Петровський Микола Олексійович — старшина Дієвої армії УНР.[57]
- Піскорська Єлизавета Володимирівна (1903—1978) — український графік, педагог.
- Плаушевська Олена Володимирівна - педагогиня, учений-філолог, кандидат філологічних наук, журналістка, краєзнавець, викладачка Ніжинського державного університету імені Миколи Гоголя.
- Попович Владислав Миколайович — видавець та громадсько-політичний діяч, політв'язень режиму Януковича, військовик.
- Пулинець Олександр Степанович (05.12.1903 — 30.10.1980) — літературознавець. Заслужений працівник культури України.
- Росіневич Микола Олександрович — підполковник Армії УНР.
- Рябуха Сергій Вікторович (1991—2014) — старший солдат Збройних сил України, учасник російсько-української війни.
- Спаська Євгенія Юріївна — український етнолог, мистецтвознавець, музейник, дослідник української, кримськотатарської, казахської та киргизької етнографії.
- Спаський Іван Георгійович — український і російський історик-нумізмат, мистецтвознавець, музейник.
- Станевич Євстафій Іванович (1775—1835) — письменник та філософ часів Російської імперії, директор училищ в Курській губернії.
- Твердовський Осип Матвійович — сотник Дієвої армії УНР, учасник битви під Крутами.
- Третяків-Сосницький Олександр (1896—1940) — художник.
- Хімченко Іван Микитович — підполковник Армії УНР.
- Шепелюк Олексій Борисович (1977—2014) — майор Збройних сил України, учасник російсько-української війни.
- Шкляренко Михайло Григорович — полковник Армії УНР.[58]
- Шкурко Микола Пантелійович (1954) — підприємець, меценат, громадський діяч.
- Шолудько Панас Семенович — майстер-тесля, будівничий.
- Якимченко Олександр — український, російський і французький художник.
- Яковенко Денис Олександрович (*1989 — †2014) — старший солдат Збройних сил України, учасник російсько-української війни
- Павленко Катерина Анатоліївна — українська співачка й фольклористка, композиторка, солістка гурту Go_A. Представниця України на 65-му пісенному конкурсі «Євробачення».
- Шендриков Максим Сергійович (1992—2022) — капітан Повітряних сил Збройних сил України, учасник російсько-української війни.

## Галерея

Пам'ятник Миколі Гоголю (1881) в Парку ім. Гоголя — перший пам'ятник Гоголю у світі
Ніжинська Санітарно-епідеміологічна станція
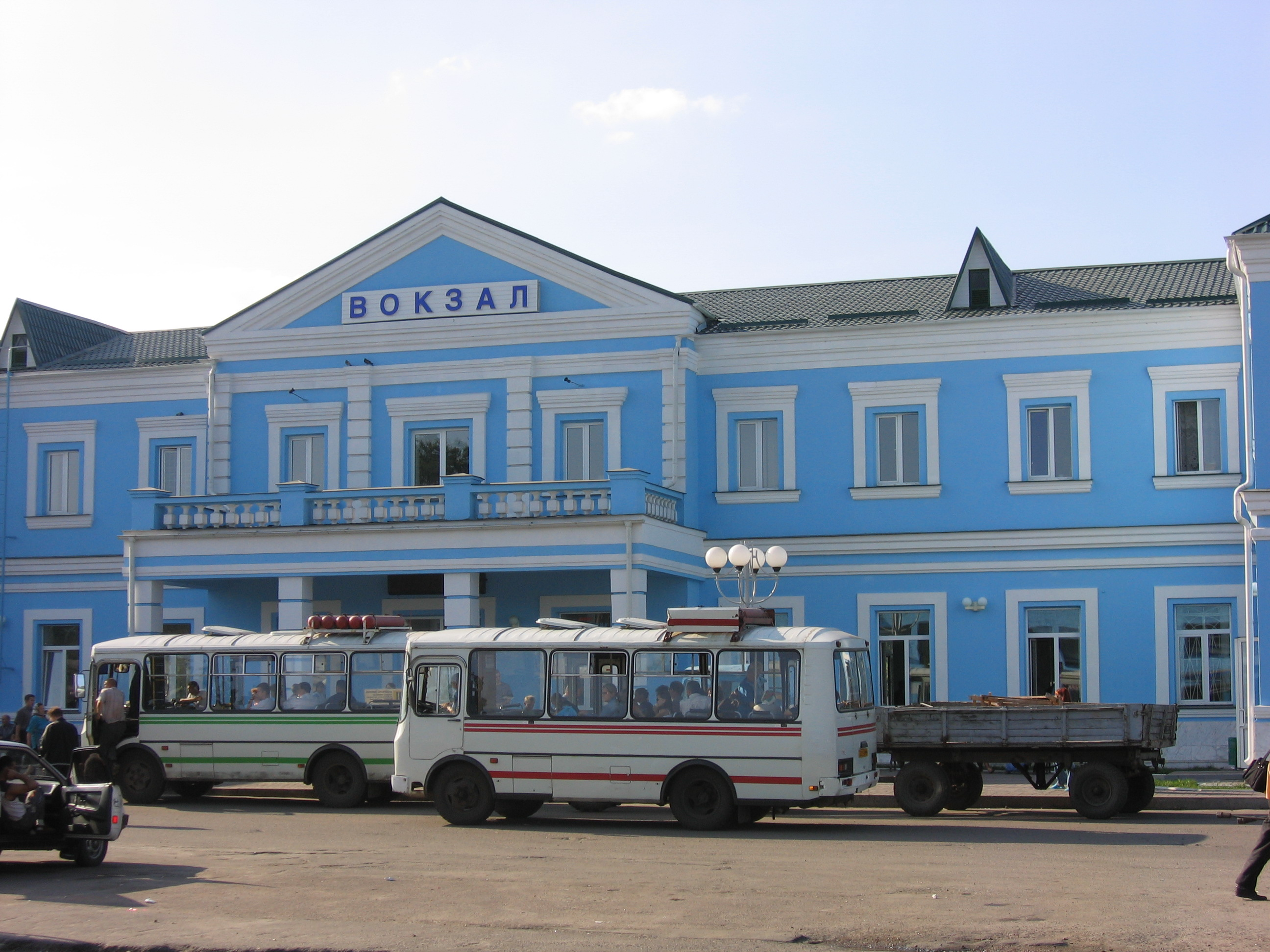
Ніжинський залізничний вокзал
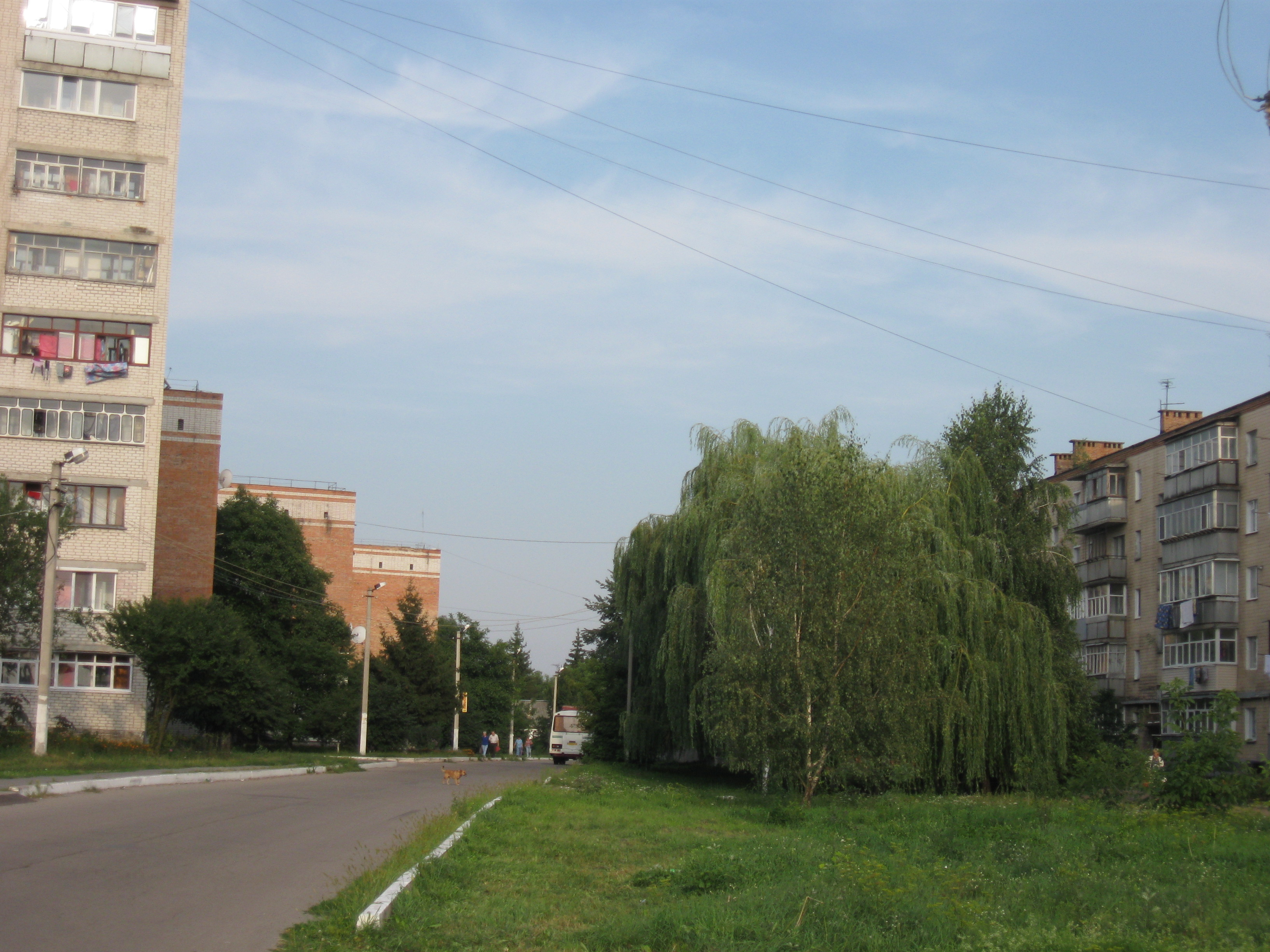
Вулиця 3-й мікрорайон — тут радянська і сучасна забудова
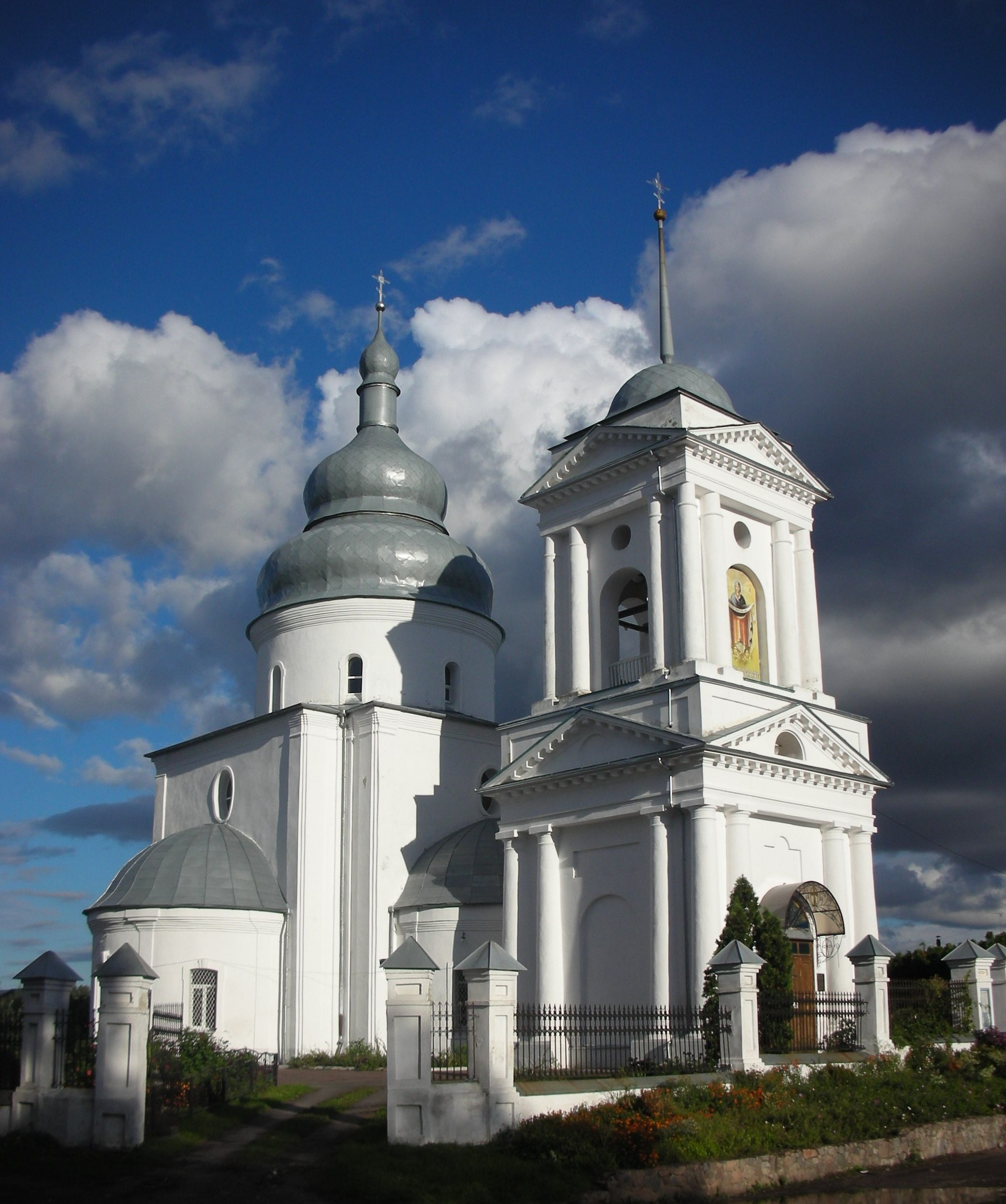
Ніжинська церква Святої Покрови
Пам'яті жертв Голодомору та політичних репресій.
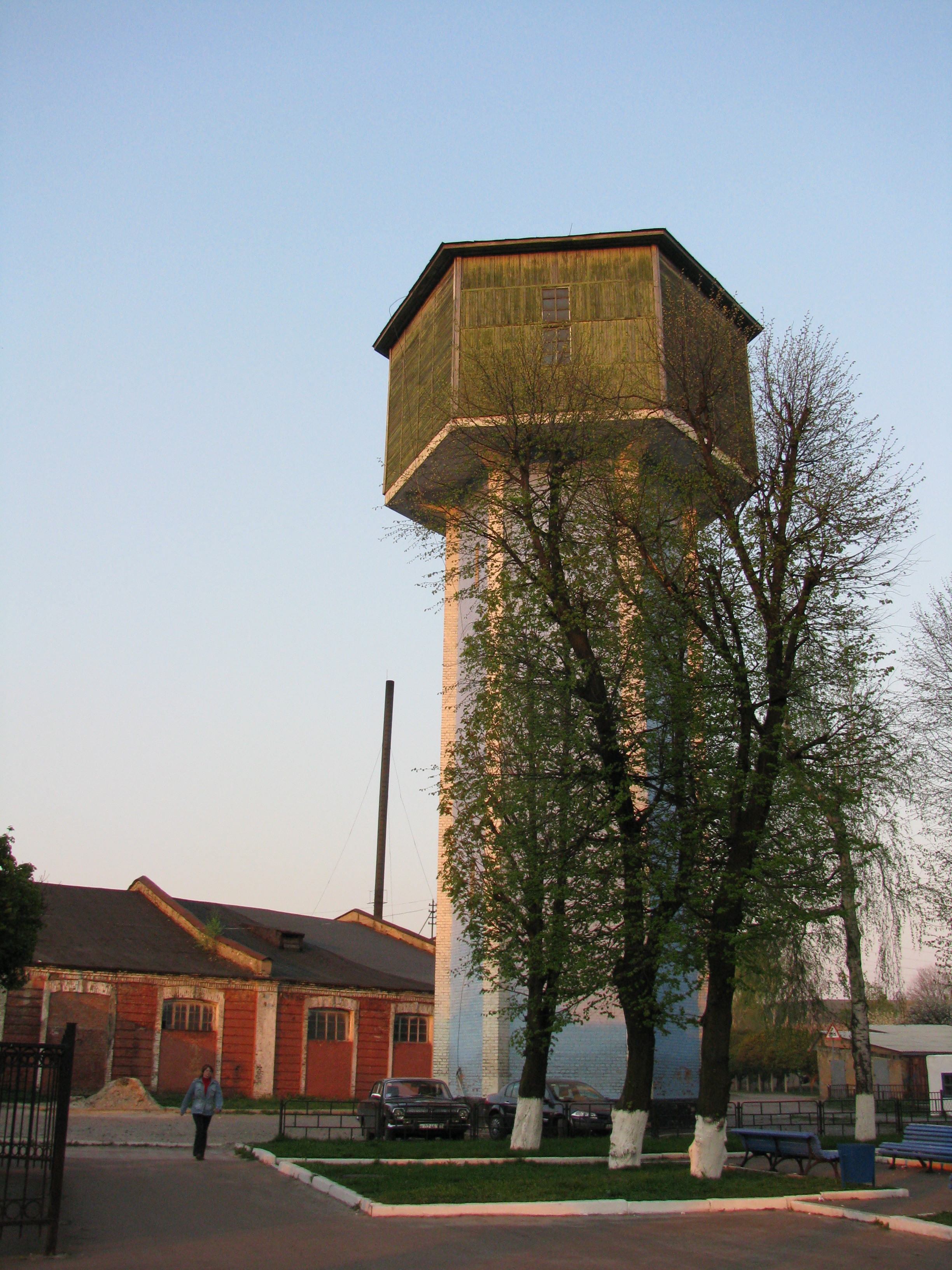
Водогінна вежа, Ніжин, біля вокзалу

## Виноски
1. ↑  Статистичний збірник «Чисельність наявного населення України» на 1 січня 2022 року (PDF)
2. ↑  Статистичний збірник «Чисельність наявного населення України» на 1 січня 2022 року (PDF)
3. ↑  День міста тепер буде у травні
4. ↑  Берестяна грамота зі Звенигорода, якій майже тисяча років. localhistory.org.ua (укр.). Процитовано 27 липня 2024.
5. ↑  НІЖИН. resource.history.org.ua. Процитовано 20 лютого 2025.
6. ↑  Opracował Wojciech Krawczuk. Metryka Koronna Władysława IV WazySumariusz księgi MK 180 z Archiwum Głównego Akt Dawnych w Warszawie, z lat 1633 -1635, kanclerstwa Jakuba Zadzika (PDF).
7. ↑  Черниговскій листокъ, 1862.
8. ↑  Мовний склад міст 1897. Datatowel.in.ua (укр.). Процитовано 11 жовтня 2024.
9. ↑  Ніжин. Геоінформаційна система місць «Голодомор 1932—1933 років в Україні». Український інститут національної пам'яті. Процитовано 18 червня 2020.{{cite web}}:  Обслуговування CS1: Сторінки з параметром url-status, але без параметра archive-url (посилання)
10. ↑  На Чернігівщині відмовились від регіональної мови
11. ↑  У Ніжині вулицю Леніна перейменували на вулицю Небесної сотні. www.ukrinform.ua (укр.). 27 лютого 2014. Процитовано 23 вересня 2024.
12. ↑  Ніжин став більше на 725 гектарів: що це значить для міста?
13. ↑  Шостий день збройного нападу. Чернігівщина. Текстова трансляція // Суспільне Новини. — 2022. — 1 березня.
14. ↑  У боях під Ніжином загинув Станіслав Прощенко. Слово про побратима // Новинарня. — 2022. — 2 березня.
15. ↑  Національний склад міст України за переписом 2001 року — datatowel.in.ua
16. ↑  Рідна мова населення міст України за переписом 2001 року — datatowel.in.ua
17. ↑  Рідні мови в об'єднаних територіальних громадах України — Український центр суспільних даних
18. ↑  Візитівка міста Ніжин на Сайт міста Ніжин
19. ↑  Підприємства міста на Сайт міста Ніжин
20. ↑  Вокзал станції «Ніжин», інформ. на офіційному сайті Українських залізниць. Архів оригіналу за 28 вересня 2011. Процитовано 9 вересня 2009.
21. ↑  Ніжин // Чернігівщина:Енциклопедичний довідник (За ред. А. В. Кудрицького)., К.: УРЕ, 1990, стор. 493
22. ↑  Ніжин, вул. Шевченка, 107а на офіційному сайті мережі. Архів оригіналу за 4 лютого 2010. Процитовано 10 вересня 2009.
23. ↑  Адреса ніжинського «Фокстроту» на офіційному сайті мережі[недоступне посилання з липня 2019]
24. ↑  Банки Ніжина. ubanks.com.ua.
25. 1 2  Оздоровчі комплекси на Сайт міста Ніжин
26. ↑  Ніжинські аптеки // Чернігівщина:Енциклопедичний довідник (За ред. А. В. Кудрицького)., К.: УРЕ, 1990, стор. 531
27. ↑  Перелік професійно-технічних навчальних закладів (Чернігівської області) [Архівовано 27 лютого 2010 у Wayback Machine.] на Управління освіти і науки Чернігівської облдержадміністрації [Архівовано 2010-05-06 у Wayback Machine.]
28. ↑  Перелік вищих навчальних закладів (Чернігівської області) [Архівовано 14 липня 2012 у Wayback Machine.] на Управління освіти і науки Чернігівської облдержадміністрації [Архівовано 2010-05-06 у Wayback Machine.]
29. ↑  Ніжинський агротехнічний інститут на Вебсторінка Національного університету біоресурсів і природокористування України
30. ↑  Засоби Масової Інформації на Сайт міста Ніжин
31. ↑  НЕЖАТИН. Архів оригіналу за 1 лютого 2016.
32. ↑  Що таке Ніжин.Сity та навіщо ми його створили. Ніжин.City (укр.). Процитовано 16 січня 2020.
33. ↑  Заклади культури на Сайт міста Ніжин
34. ↑  Вебсторінка Ніжинського драматичного театру імені М. Коцюбинського
35. ↑  Туристичний потенціал Ніжину // ст. З Чернігова до Ніжина: Шляхами Миколи Гоголя [Архівовано 13 листопада 2012 у Wayback Machine.] // газ. «Високий Вал» (м. Чернігів) за 13 жовтня 2008 року
36. ↑  інформація співробітника краєзнавчого музею Н. Дмитренко
37. ↑  Пам'ятники історії та культури, архітектурні комплекси на Сайт міста Ніжин
38. ↑  Морозов О. Грецькі храми Ніжина / Олександр Морозов // Пам'ятки України: історія та культура. — 2013.  — № 7.  — С. 24 —31 : фот.
39. ↑  ст. У Ніжині відреставрували єврейський цвинтар [Архівовано 12 листопада 2012 у Wayback Machine.] // газ. «Високий Вал» (м. Чернігів), 22.07.2009
40. ↑  Міста-побратими Ніжина – що дала дружба під час війни. Головний сайт Ніжина, де ви знайдете всю інформацію про новини, події та історію міста (укр.). Процитовано 25 липня 2025.
41. ↑  Свідниця (Республіка Польща) Świdnica (Rzeczpospolita Polska) Svidnytsia (Poland) | Ніжинська міська рада. nizhynrada.gov.ua (укр.). Процитовано 25 липня 2025.
42. ↑  Яніна (Грецька Республіка) Ιωάννινα (Ελληνική Δημοκρατία) Jannina (Greece) | Ніжинська міська рада. nizhynrada.gov.ua (укр.). Процитовано 25 липня 2025.
43. ↑  Дембиця (Польща) Debica (Rzeczpospolita Polska) Dembytsia (Poland) | Ніжинська міська рада. nizhynrada.gov.ua (укр.). Процитовано 25 липня 2025.
44. ↑  Олькуш (Республіка Польща) Olkusz (Rzeczpospolita Polska) Olkush (Poland) | Ніжинська міська рада. nizhynrada.gov.ua (укр.). Процитовано 25 липня 2025.
45. ↑  Прейлі (Латвія) Preiļi (Latvijas Republika) Preili (Latvia) | Ніжинська міська рада. nizhynrada.gov.ua (укр.). Процитовано 25 липня 2025.
46. ↑  Вахтебеке (Бельгія) Wachtebeke (Belgium) | Ніжинська міська рада. nizhynrada.gov.ua (укр.). Процитовано 25 липня 2025.
47. ↑  Ніжинська громада набула побратима у Фінляндії. decentralization.gov.ua. Процитовано 23 квітня 2023.
48. ↑  Ніжин та Іматра – міста-побратими | Ніжинська міська рада. nizhynrada.gov.ua (укр.). Процитовано 25 липня 2025.
49. ↑  Нойштадт в Гольштейні (Федеративна Республіка Німеччина) Neustadt in Holstein (Bundesrepublik Deutschland) | Ніжинська міська рада. nizhynrada.gov.ua (укр.). Процитовано 25 липня 2025.
50. ↑  Вольфсбург (Федеративна Республіка Німеччина) Wolfsburg (Bundesrepublik Deutschland) | Ніжинська міська рада. nizhynrada.gov.ua (укр.). Процитовано 25 липня 2025.
51. ↑  Ніжин та Стейт-Коледж готуються підписати Меморандум про співпрацю. decentralization.gov.ua. Процитовано 9 травня 2023.
52. ↑  Стейт – Колледж (Сполучені Штати Америки) State College (USA) | Ніжинська міська рада. nizhynrada.gov.ua (укр.). Процитовано 25 липня 2025.
53. ↑  Ніжин і Гейнсвілл стали містами-побратимами: підписано Меморандум про міжнародне партнерство | Ніжинська міська рада. www.nizhynrada.gov.ua (укр.). Процитовано 25 липня 2025.
54. ↑  Ніжин розпочинає співпрацю з італійським містом Трапані!. Ніжин.City (укр.). Процитовано 25 липня 2025.
55. ↑  Богомолець. О. «Замок-музей Радомисль на Шляху Королів Via Regia». — Київ, 2013
56. ↑  Тинченко Я. Офіцерський корпус Армії Української Народної Республіки (1917—1921): Наукове видання. — К.: Темпора, 2007. — 335 с. ISBN 966-8201-26-4
57. ↑  ЦДАВОУ. — ф. 1075. — Оп. 2. — Спр. 730. — С 11-12